# Brohltalbahn
| |                        |                                         |                                         |
| Die Steilstrecke ist rot dargestellt. |                        |                                         |                                         |
| Streckennummer (DB): | 9302                   |                                         |                                         |
| Kursbuchstrecke (DB): | 249c (1950)            |                                         |                                         |
| Kursbuchstrecke: | 249c (1946)            |                                         |                                         |
| Streckenlänge: | 17,75 (ehem. 23,83) km |                                         |                                         |
| Spurweite: | 1000 mm (Meterspur)    |                                         |                                         |
| Maximale Neigung: | 50 ‰                   |                                         |                                         |
| Zahnstangensystem: | Abt (bis 1934)         |                                         |                                         |
| |                        |                                         |                                         |
| \| \| 0,00 \| Brohl BE \| 66,6 m \| \| \| \| Strecke zum Rheinhafen (s. u.) \| \| \| \| \| \| \| \| \| \| Bahnbetriebswerk \| \| \| \| 2,95 \| Schweppenburg Gbf \| 97,70 m \| \| \| 3,97 \| Schweppenburg-Heilbrunnen (Bedarfshalt) \| Schweppenburg-Heilbrunnen (Bedarfshalt) \| \| \| 4,23 \| Bad Tönisstein \| 121,6 m \| \| \| \| Tönissteiner Viadukt (120 m) \| \| \| \| \| Tönissteiner Tunnel (95 m) \| \| \| \| 5,54 \| Burgbrohl \| 149,1 m \| \| \| 7,38 \| Weiler BE (Bedarfshalt) \| Weiler BE (Bedarfshalt) \| \| \| \| Talbrücke A 61 \| \| \| \| 10,19 \| Niederzissen \| 199,0 m \| \| \| 11,96 \| Oberzissen \| 230,2 m \| \| \| \| Oberzissener Viadukt (40 m) \| \| \| \| \| Beginn Zahnstange (5500 m, bis 1934) \| \| \| \| 15,79 \| Brenk (Bedarfshalt, Anst Phonolith) \| Brenk (Bedarfshalt, Anst Phonolith) \| \| \| \| Ende Zahnstange (bis 1934) \| \| \| \| 17,51 \| Engeln \| 463,4 m \| \| \| 18,75 \| Weibern Gbf \| 442,3 m \| \| \| 20,28 \| Weibern Hp \| 418,0 m \| \| \| 23,83 \| Kempenich \| 438,3 m \| \| \| \| \| \| \| Quellen: [1][2] \| \| \| \| |                        |                                         |                                         |
| Kopfbahnhof Streckenanfang | 0,00                   | Brohl BE                                | 66,6 m                                  |
| Abzweig geradeaus und nach rechts |                        | Strecke zum Rheinhafen (s. u.)          | Strecke zum Rheinhafen (s. u.)          |
| Strecke von links · Abzweig geradeaus und nach rechts |                        |                                         |                                         |
| Betriebs-/Güterbahnhof Streckenende · Strecke |                        | Bahnbetriebswerk                        | Bahnbetriebswerk                        |
| ehemaliger Dienststation / Betriebs- oder Güterbahnhof | 2,95                   | Schweppenburg Gbf                       | 97,70 m                                 |
| Haltepunkt / Haltestelle | 3,97                   | Schweppenburg-Heilbrunnen (Bedarfshalt) | Schweppenburg-Heilbrunnen (Bedarfshalt) |
| Haltepunkt / Haltestelle | 4,23                   | Bad Tönisstein                          | 121,6 m                                 |
| Brücke |                        | Tönissteiner Viadukt (120 m)            | Tönissteiner Viadukt (120 m)            |
| Tunnel |                        | Tönissteiner Tunnel (95 m)              | Tönissteiner Tunnel (95 m)              |
| Bahnhof | 5,54                   | Burgbrohl                               | 149,1 m                                 |
| Bahnhof | 7,38                   | Weiler BE (Bedarfshalt)                 | Weiler BE (Bedarfshalt)                 |
| Strecke mit Straßenbrücke |                        | Talbrücke A 61                          | Talbrücke A 61                          |
| Bahnhof | 10,19                  | Niederzissen                            | 199,0 m                                 |
| Bahnhof | 11,96                  | Oberzissen                              | 230,2 m                                 |
| Brücke |                        | Oberzissener Viadukt (40 m)             | Oberzissener Viadukt (40 m)             |
| |                        | Beginn Zahnstange (5500 m, bis 1934)    |                                         |
| Bahnhof | 15,79                  | Brenk (Bedarfshalt, Anst Phonolith)     | Brenk (Bedarfshalt, Anst Phonolith)     |
| |                        | Ende Zahnstange (bis 1934)              |                                         |
| Kopfbahnhof Strecke ab hier außer Betrieb | 17,51                  | Engeln                                  | 463,4 m                                 |
| Dienststation / Betriebs- oder Güterbahnhof (Strecke außer Betrieb) | 18,75                  | Weibern Gbf                             | 442,3 m                                 |
| Haltepunkt / Haltestelle (Strecke außer Betrieb) | 20,28                  | Weibern Hp                              | 418,0 m                                 |
| Kopfbahnhof Streckenende (Strecke außer Betrieb) | 23,83                  | Kempenich                               | 438,3 m                                 |
| |                        |                                         |                                         |
| Quellen: |                        |                                         |                                         |

Die Brohltalbahn ist eine eingleisige meterspurige Schmalspurbahn in Deutschland zwischen Brohl am Rhein und Engeln in der Eifel. Die ursprünglich bis Kempenich führende Strecke wird heute noch auf 17,75 Kilometern Länge als Touristikbahn namens Vulkan-Expreß sowie für Güterverkehr genutzt.

## Geschichte

### Konzession und Bahnbau
Die Westdeutsche Eisenbahn-Gesellschaft (WEG) mit Sitz in Köln, eine Tochtergesellschaft der Firma Lenz & Co., erhielt am 19. August 1895 die Konzession zum Bau einer Schmalspureisenbahn in Meterspur für den Personen- und Güterverkehr von Brohl am Rhein durch das Brohltal nach Oberzissen und weiter nach Kempenich.

Historische Aktie der „Brohlthal-Eisenbahn-Gesellschaft“ aus dem Jahre 1900

Für Bahnbau und -betrieb gründete sie am 22. Januar 1896 die Brohlthal-Eisenbahn-Gesellschaft, ebenfalls mit Sitz in Köln. Diese blieb zunächst mit 100 % des Aktienkapitals im Besitz der WEG.
Im Jahr 1898 konnte so nach einer Bestätigung der ersten Konzession mit dem Bau der 23,83 Kilometer langen Brohltalbahn von Brohl am Rhein nach Kempenich in der Eifel begonnen werden. Die Inbetriebnahme des ersten, 17,5 Kilometer langen Abschnittes von Brohl BE über Burgbrohl und Oberzissen bis Engeln erfolgte im Rahmen einer Eröffnungsfeier am 14. Januar 1901, die Fertigstellung der Gesamtstrecke bis Kempenich knapp ein Jahr später am 2. Januar 1902. Die 5,5 Kilometer lange Steilstrecke von Oberzissen nach Engeln war dabei zunächst als Zahnstangenstrecke konzipiert (System Abt, zwei Lamellen für die Steigung von 1 : 20).
Bereits am 12. November 1897 hatte die Gesellschaft auch das Recht auf einen Anschluss an den Winterhafen in Brohl erhalten, was einen direkten Schiffsumschlag ermöglichen sollte. Zu ihren Transportaufgaben der Bahn gehörten fortan die Abfuhr von Trass (Mörtelzuschlag), behauenen Tuffsteinen aus den Winzer Steinbrüchen, Phonolith als Zuschlagstoff zur Glaserzeugung vom Schellkopf in Brenk, Lava (Bimsstein) und Basalt-Schotter. Außerdem diente sie der Abfuhr der landwirtschaftlichen Erzeugnisse in ihrem Einzugsbereich sowie der Zufuhr von Kohlen für die Industrie des Brohltals und Dünger für die Landwirtschaft. Der Personenverkehr spielte hingegen nur eine untergeordnete Rolle.

### Bis zum Zweiten Weltkrieg
Seit 1897 genehmigt, wurde die 1,95 Kilometer lange Gleisverbindung zum Rheinhafen Brohl 1904 fertiggestellt. Im Brohler Rheinhafen konnte nun das Gestein aus den Steinbrüchen des Brohltals mittels Kran und Sturzbühne direkt auf Binnenschiffe umgeschlagen werden. Der regelmäßige Umschlag der Steinprodukte des Brohltals von der Bahn auf Transportschiffe endete 1995 auf gerichtliche Anordnung. Seither wird der Hafen nur noch gelegentlich für Umladezwecke genutzt.
Am 31. Oktober 1907 starben bei einer Entgleisung auf dem Viadukt bei Oberzissen fünf Reisende. Weitere sechs wurden schwer, einige leicht verletzt. Ein zu Tal fahrender Güterzug mit Personenbeförderung (GmP) war ungebremst entgleist und den Bahndamm hinabgestürzt.
Im Jahre 1921 trennte sich der bisherige Eigentümer, die Westdeutsche Eisenbahn-Gesellschaft, vollständig von seiner Beteiligung an der Brohlthal-Eisenbahn-Gesellschaft. Neue Hauptaktionäre wurden die Landkreise Ahrweiler, Mayen und Adenau mit zusammen 55 %, die weiteren Anteile entfielen auf eine Reihe von Industriebetrieben des Einzugsbereichs. Die neue Eigentümerstruktur begünstigte den Aufbau eines umfangreichen Busnetzes, welchen die Bahn ab 1927 vorantrieb. Dieses erfüllte fortan sowohl eine Zubringerfunktion zur Bahn als auch eine Ergänzungsfunktion zu deren Zugangebot.
Die Beförderung von Normalspur-Güterwagen, die bisher mittels Rollböcken erfolgte, wurde ab 1928 nur noch mit Rollwagen durchgeführt.
Um die Hafenstrecke auch mit Normalspurfahrzeugen befahren zu können, wurde sie im Jahre 1933 zwischen Brohl Umladebahnhof und Brohl Hafen als Dreischienengleis ausgebaut. Mit dem technischen Fortschritt wurde der Zahnradbetrieb auf der Steilstrecke überflüssig und die Zahnstange 1934 demontiert.
Wirtschaftliche Schwierigkeiten und der Krieg führten in der Folgezeit immer wieder zu zeitweiligen Einstellungen des Personenverkehrs. Ab Februar 1945 ruhte der Verkehr zeitweise ganz.

### Niedergang, Rettung und Konsolidierung

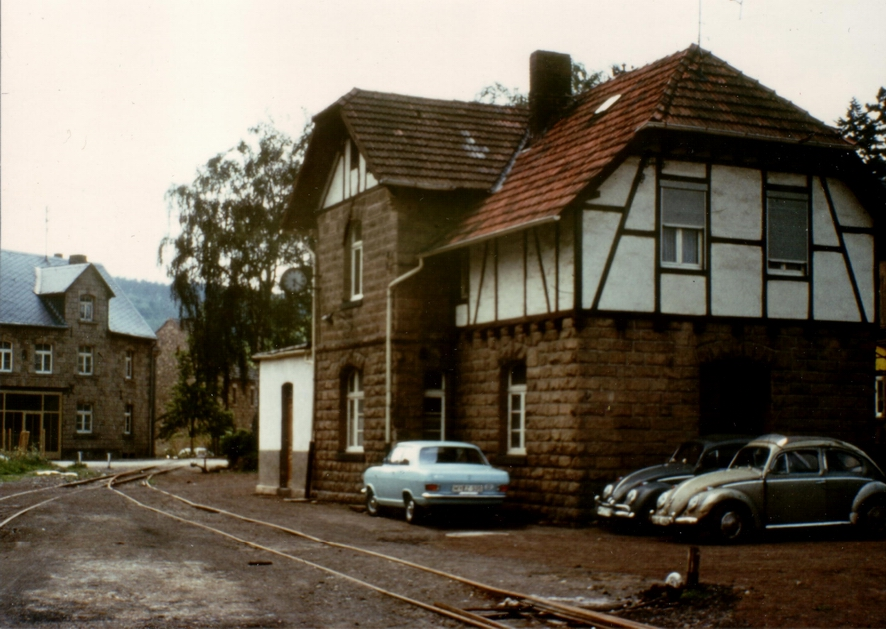
Endbahnhof Kempenich 1971

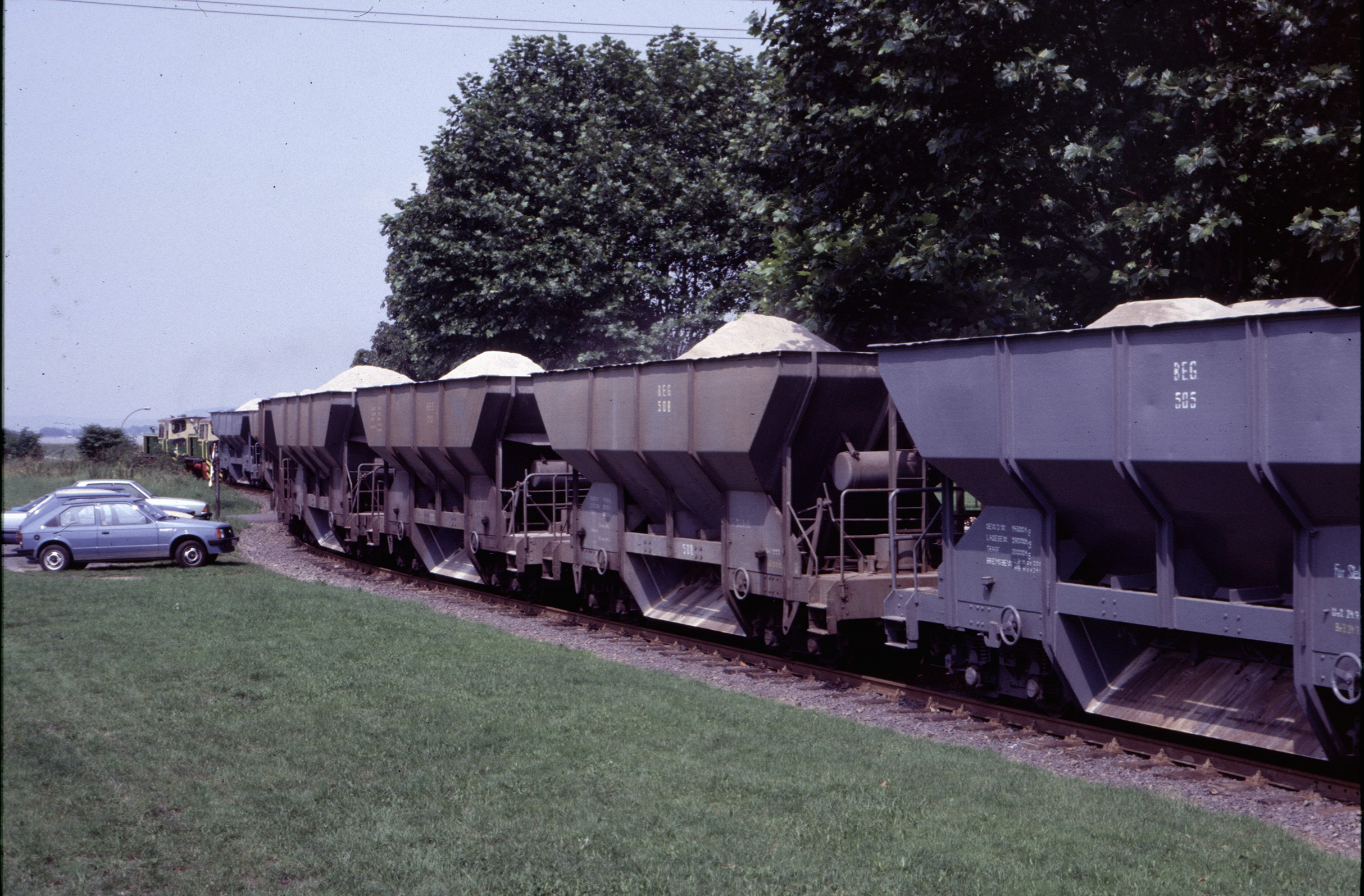
Phonolithgüterverkehr zum Rhein, lange Zeit das Standbein der Bahn

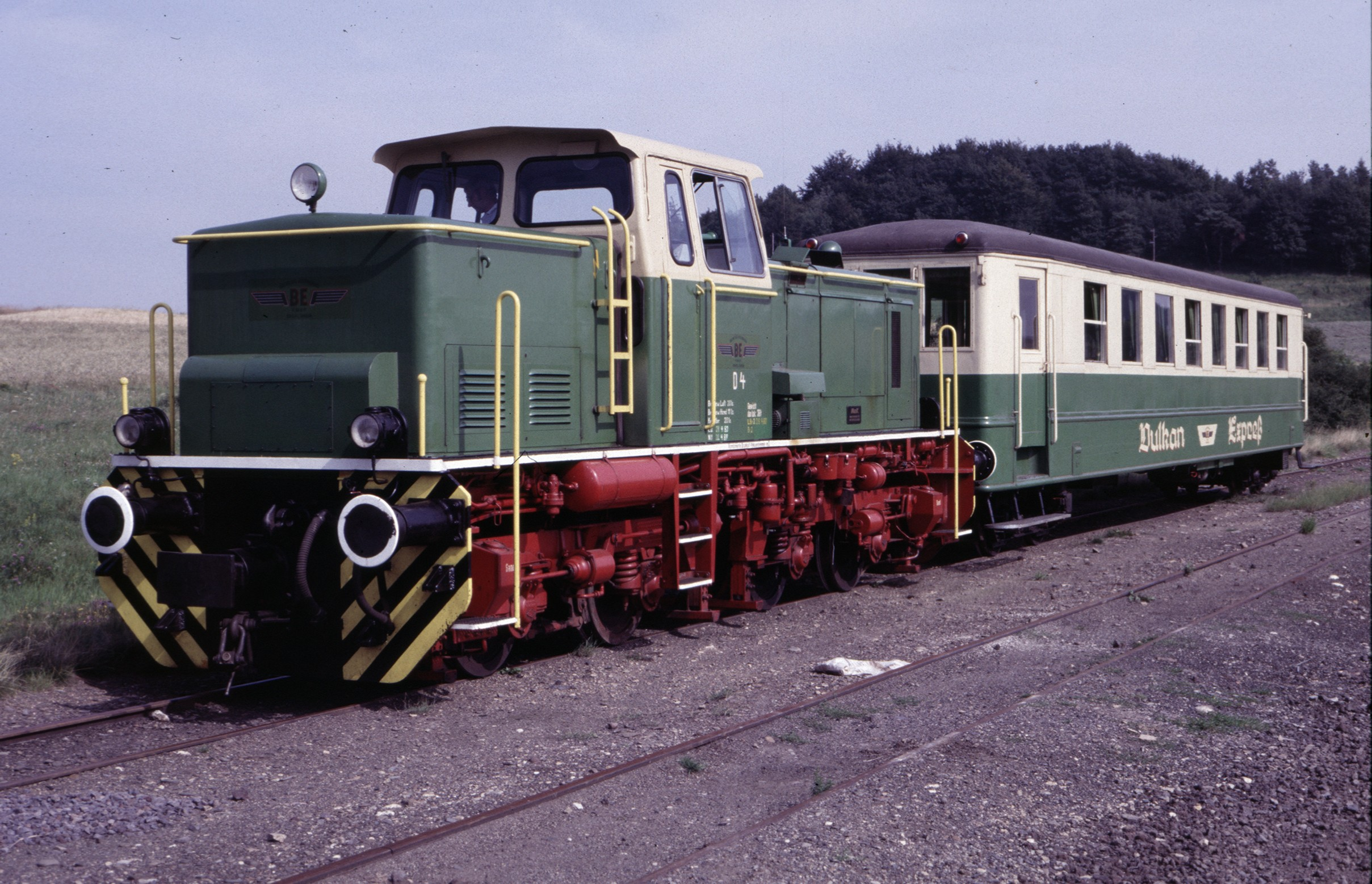
Der „erste Vulkan-Expreß“ 1984 in Engeln

Im März 1953 wurde die bisherige Brohlthal-Eisenbahn-Aktiengesellschaft in eine GmbH umgewandelt. Die Besitzanteile veränderten sich zugunsten einer stärkeren kommunalen Beteiligung, nun entfielen 72 % auf die Landkreise Ahrweiler und Mayen (ab dem 7. November 1970 der Landkreis Mayen-Koblenz).
Der verbliebene Personenzugverkehr, seit September 1960 nur noch zwischen Brohl und Oberzissen durchgeführt, musste mangels Rentabilität und wegen fehlender Fahrzeuge nach Unfällen und Verschleiß der Triebwagen am 30. September 1961 eingestellt werden. Der bereits bestehende Busbetrieb der BEG, der ein umfangreiches Netz vorhielt, übernahm fortan die Beförderungsleistungen. Der Güterverkehr wanderte immer stärker auf die Straße ab, sodass die Strecke von Engeln bis Kempenich am 1. Oktober 1974 stillgelegt und 1976 abgebaut wurde. Der Transport von Normalspur-Güterwagen mit Rollwagen wurde 1978 eingestellt, lediglich für den internen Transportbedarf wurden weiter zwei Rollwagen vorgehalten.
Gebildet aus dem einzigen der Bahn verbliebenen Personenwagen VB 50, einem ehemaligen Triebwagen, und der Diesellokomotive D 4 wurden am 25. März 1977 mit dem „Vulkan-Expreß“ erstmals Ausflugsfahrten von Brohl durch das Brohltal bis auf die Eifelhöhen bei Engeln angeboten.
Diese neue Geschäftsidee konnte den Niedergang der Bahn zunächst nicht aufhalten, eine Stilllegung der Brohltalbahn für 1987 wurde weiterhin angestrebt. Erst mit der Gründung einer Interessengemeinschaft, die fortan ehrenamtlich den Betrieb unterstützte, gelang es, die Stilllegung für 1987 zu verhindern. Doch schon 1991 stand das Thema erneut zur Debatte, und eine endgültige Lösung wurde angestrebt. Im Zuge dieser Überlegungen schied noch im Jahre 1991 der Landkreis Mayen-Koblenz als Eigentümer aus, der Kreis Ahrweiler wurde alleiniger Eigner der Brohltal-Eisenbahn-Gesellschaft. Diese blieb weiterhin Eigentümer der Bahn, für den gesamten Bahnbetrieb jedoch war ab 1992 die schon bisher aktive Interessengemeinschaft Brohltal-Schmalspureisenbahn (IBS) auf ehrenamtlicher Basis zuständig, die für die Betriebsdurchführung zum 1. April 1992 die Brohltal-Schmalspureisenbahn Betriebs-GmbH gründete, welche Infrastruktur und Anlagen offiziell von der BEG pachtete. Zusätzlich führt die Betriebs-GmbH deutschlandweit Güter- und Arbeitszugdienste auf Normalspur durch.
Als Reaktion auf die neuen betrieblichen Gegebenheiten folgte 1995 die Aufspaltung der bisherigen, kommunalen Brohltal-Eisenbahn-Gesellschaft (BEG). Der bahneigene Busbetrieb wurde als Ahrweiler Verkehrsgesellschaft (AWV) ausgegliedert und verblieb beim Kreis Ahrweiler. Die BEG verwaltete weiterhin die Streckeninfrastruktur und betriebliche Anlagen, wechselte aber erneut den Eigentümer. Neuer Mehrheitsgesellschafter wurde die Verbandsgemeinde Brohltal.
In den Sommermonaten werden jährlich (Stand 2019) etwa 70.000 Personen im nahezu täglichen Fahrbetrieb befördert. Zur Verladung auf die Rheinschiffe werden jährlich rund 10.000 Tonnen Phonolith sowie Bims, Tuff und Basaltschotter in den Brohler Hafen transportiert.

### Sanierung
Auf der Grundlage eines vom Mainzer Landtag 2016 verabschiedeten Programm zur Förderung von Investitionen in Bahnstrecken ohne regelmäßigen Personennahverkehr wurden 10 Millionen Euro für die Sanierung der Bahn bewilligt. Davon sind 6,5 Millionen für die Sanierung des Bahnkörpers eingeplant und 3,1 Millionen für die Modernisierung des Umladebahnhofs in Brohl einschließlich der Stahlbrücke über die DB-Strecke vorgesehen. Im November 2020 begannen die Streckenarbeiten bei Burgbrohl-Weiler, sie sollten im Frühjahr 2023 abgeschlossen sein, verzögern sich allerdings wegen der jüngsten Materialengpässe und stark gestiegener Kosten. Die Stahlschwellen dafür kommen gebraucht, aber neuwertig, aus der Schweiz.
Im September 2022 wurde die Brücke zum Hafenbahnhof über die Linke Rheinstrecke ausgehoben und saniert. Die Arbeiten waren im November 2023 abgeschlossen und die Brücke wurde freigegeben. Damit besteht wieder Anschluss zum Umladebahnhof der DB am Rheinhafen.

### Daten
| Streckenabschnitt                                  | Länge    | Eröffnungsdatum | Spurweite                                                     | Streckenlänge                                                                   |
| -------------------------------------------------- | -------- | --------------- | ------------------------------------------------------------- | ------------------------------------------------------------------------------- |
| Brohl Hafen – Umladebf – Brohl BE                  | 01,95 km | 1904            | Dreischienengleis: Meterspur (1000 mm) & Normalspur (1435 mm) | Gesamtstrecke: 23,83 km (bis 1. Oktober 1974) Reststrecke: 17,75 km (bis heute) |
| Brohl BE – Engeln, früher mit Zahnstangenabschnitt | 17,50 km | 14. Januar 1901 | Meterspur (1000 mm)                                           | Gesamtstrecke: 23,83 km (bis 1. Oktober 1974) Reststrecke: 17,75 km (bis heute) |
| Engeln – Weibern Gbf                               | 01,00 km | 1. Mai 1901     | Meterspur (1000 mm)                                           | Gesamtstrecke: 23,83 km (bis 1. Oktober 1974) Reststrecke: 17,75 km (bis heute) |
| Weibern Gbf – Kempenich                            | 05,10 km | 2. Januar 1902  | Meterspur (1000 mm)                                           | Gesamtstrecke: 23,83 km (bis 1. Oktober 1974) Reststrecke: 17,75 km (bis heute) |

## Heutige Situation

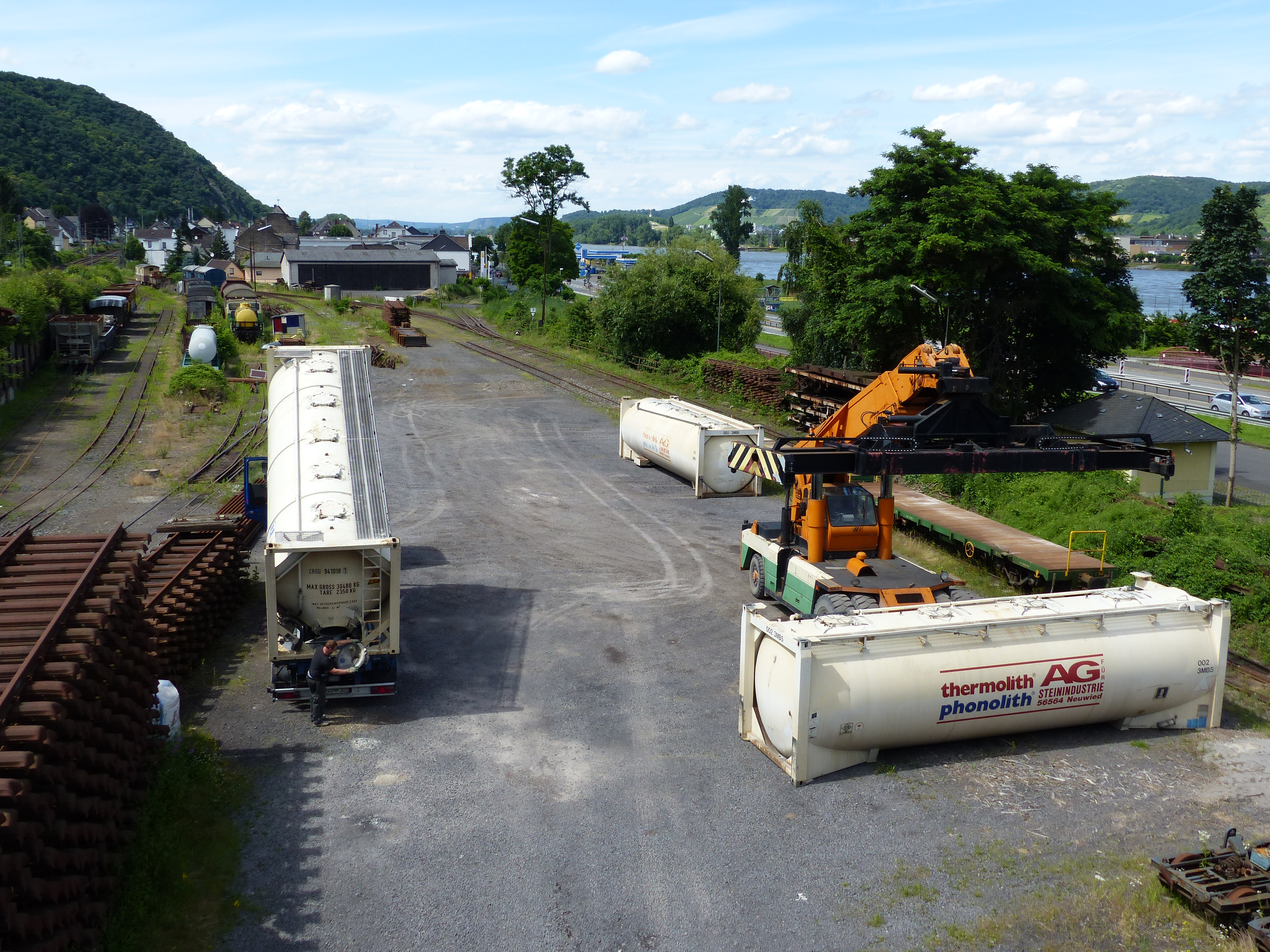
Verladestelle für Phonolith-Container. Dahinter der ehemalige Lokschuppen und rechts davon das Dreischienengleis zum Hafen

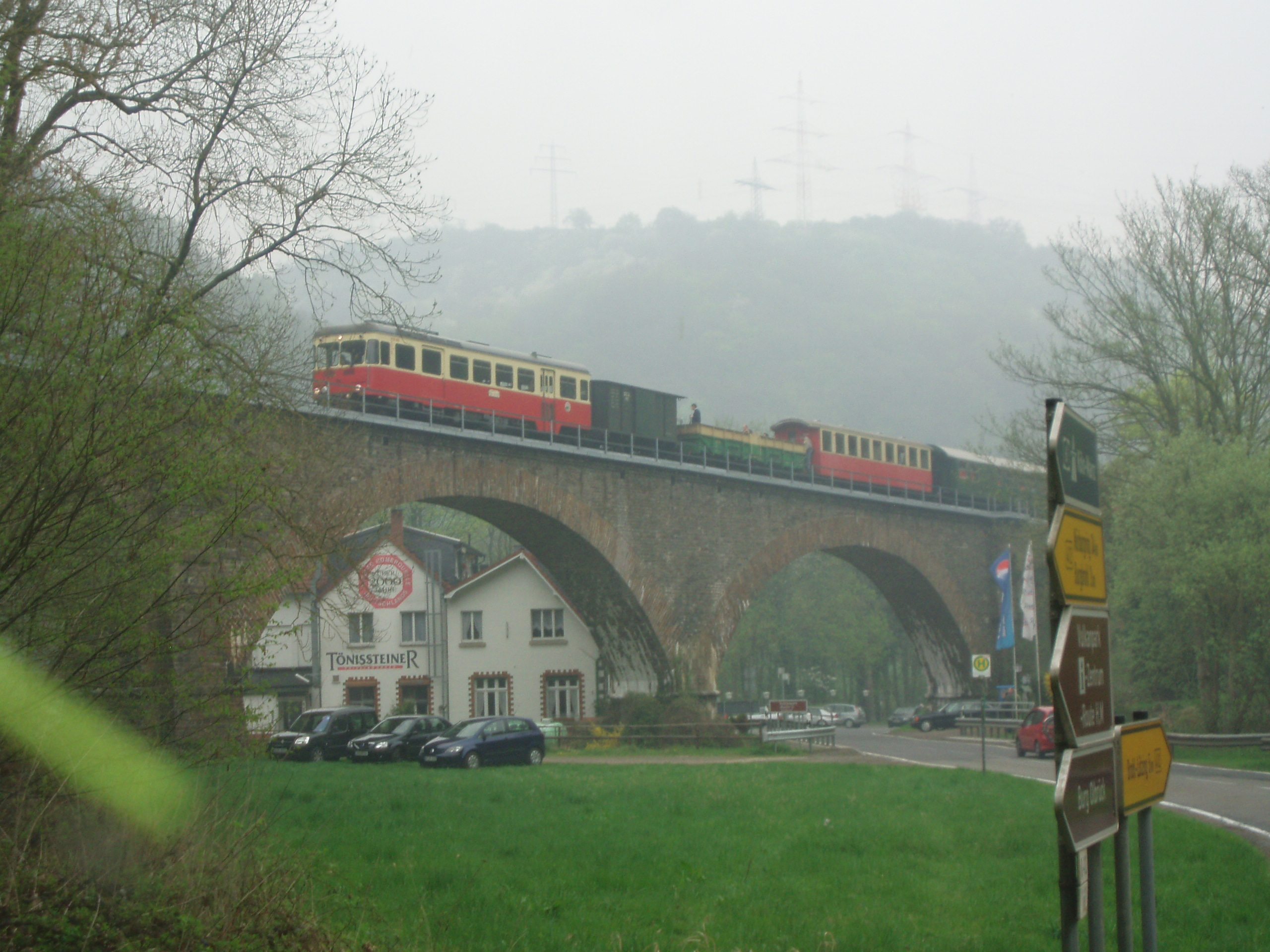
Der Tönissteiner Viadukt mit Vulkan-Expreß

### Güterverkehr
Erhalten blieb der Brohltalbahn im Güterverkehr nur noch die Abfuhr von Phonolith vom Steinbruch in Brenk nach Brohl. Die bis 1995 praktizierte Umladung des Phonoliths von offenen Güterwagen auf Transportschiffe im Rheinhafen wurde wegen der Staubbelastung per Gerichtsurteil verboten. Da das dafür genutzte Umladegleis oberhalb der Hafenbunker bis auf ein Reststück am nördlichen Ende inzwischen abgebaut wurde, gab es für die ursprünglich eingesetzten Schüttgutwagen bis auf drei Stück keine Verwendung mehr. Daher wurden acht der elf Wagen verkauft. Nach einer Unterbrechung von mehreren Jahren wurde der Güterverkehr von Brenk nach Brohl im Jahr 1999 mit neuem Wagenmaterial wieder aufgenommen. Neben den drei Dieselloks kommen hierbei gebraucht erworbene Flachwagen mit Containern zum Einsatz. Sie werden in Brenk beladen und im Brohler Umladebahnhof für den Weitertransport auf LKW umgeschlagen.
Die Brohltahlbahn ist heute eine der letzten Schmalspurbahnen Deutschlands mit Güterverkehr.

### Personenverkehr
Im Personenverkehr verkehrt der Vulkan-Expreß als touristischer Zug mit Fahrradtransport. In der Sommersaison wird ein nahezu täglicher Fahrbetrieb angeboten. Mittwochs und freitags werden dabei teilweise planmäßige GmP eingesetzt, was eine Bündelung des Personen- und Güterverkehrs ermöglicht. Als Triebfahrzeuge stehen aktuell (2017) zwei Diesellokomotiven und seit Februar 2015 nach umfangreicher Restaurierung auch wieder die einzige erhaltene, seit 1906 bei der Brohltalbahn eingesetzte Dampflok 11sm zur Verfügung.
Da die IBS neben einigen anderen Fahrzeugen auch den originalen Personenwagen VB 50 instand gesetzt hat, ist wieder eine historisch authentische Zugbildung möglich. Weitere Personenwagen für den Museumsbetrieb wurden in den 1980er- und 1990er-Jahren in der Schweiz (u. a. bei der Berner Oberland-Bahn) gebraucht gekauft.
Wegen einer Straßenbaustelle mit Vollsperrung der B412 zwischen Weiler und Niederzissen wurde die Bahn zwischen dem 4. April 2022 und dem 20. Mai 2022 an Schultagen für den öffentlichen Nahverkehr genutzt. Neben den Fahrten zwischen den genannten Stationen konnten auch die Zulauf- und Rücklauffahrten sowie im Mai dienstags und donnerstags die eigentlichen Museumsfahrten als normale SPNV-Fahrten mit Tickets von VRS und VRM genutzt werden.

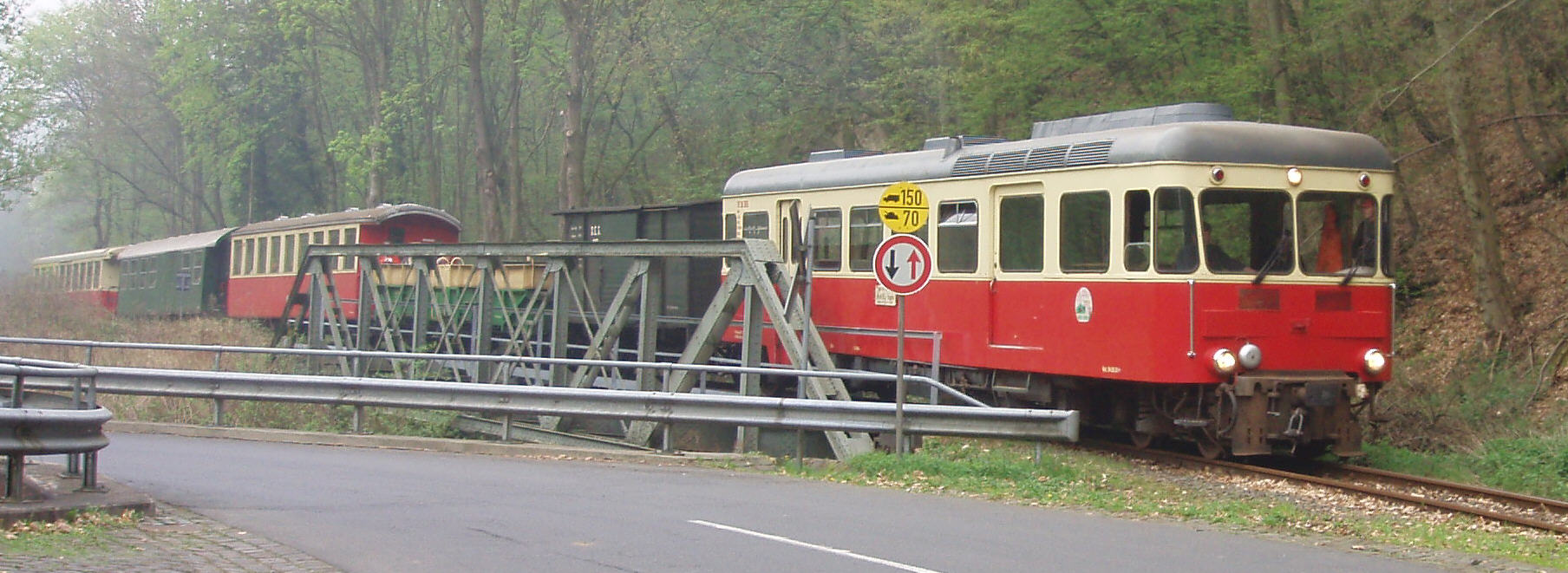
Der Vulkan-Expreß bei Schweppenburg-Heilbrunnen
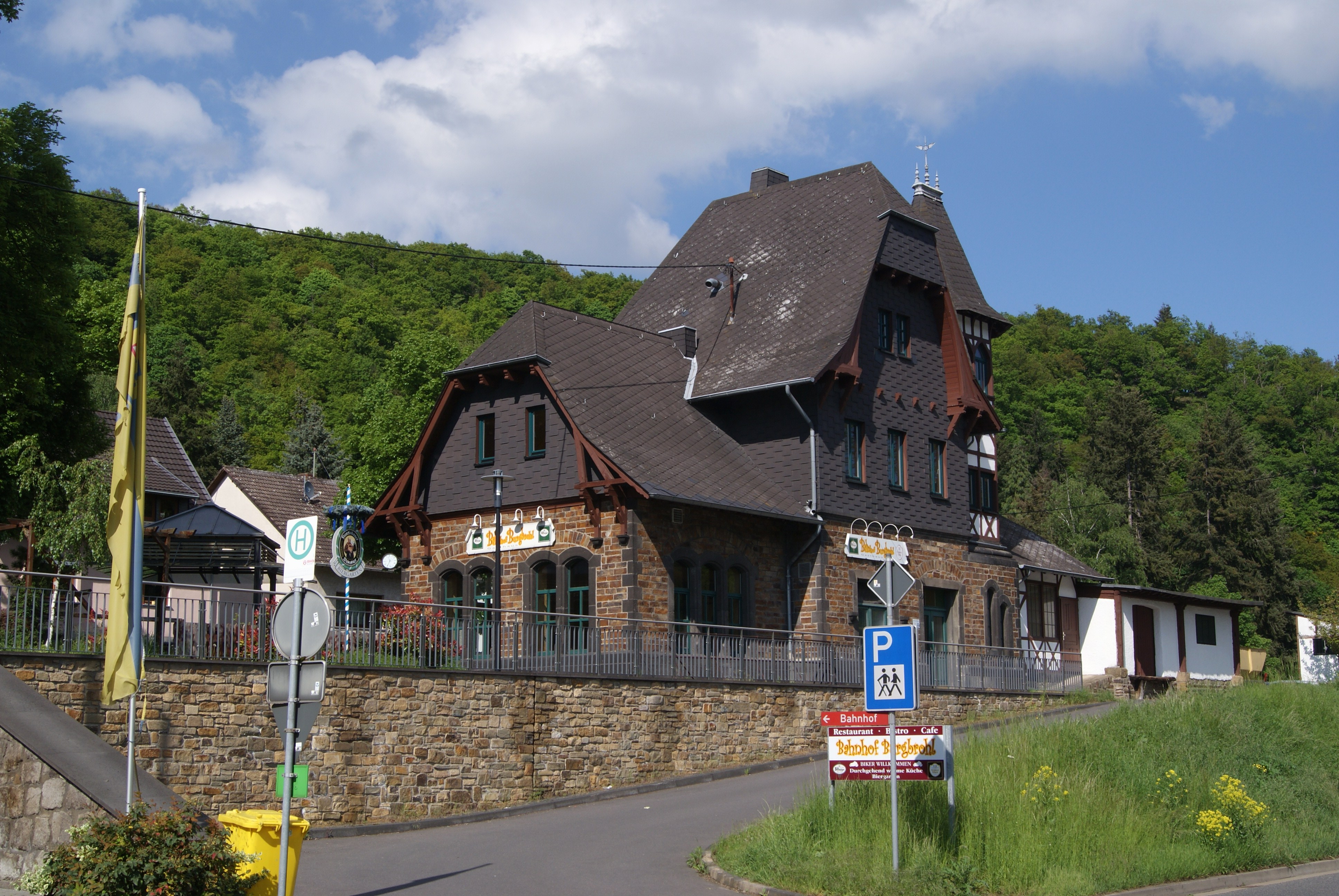
Das Empfangsgebäude von Burgbrohl (2013)
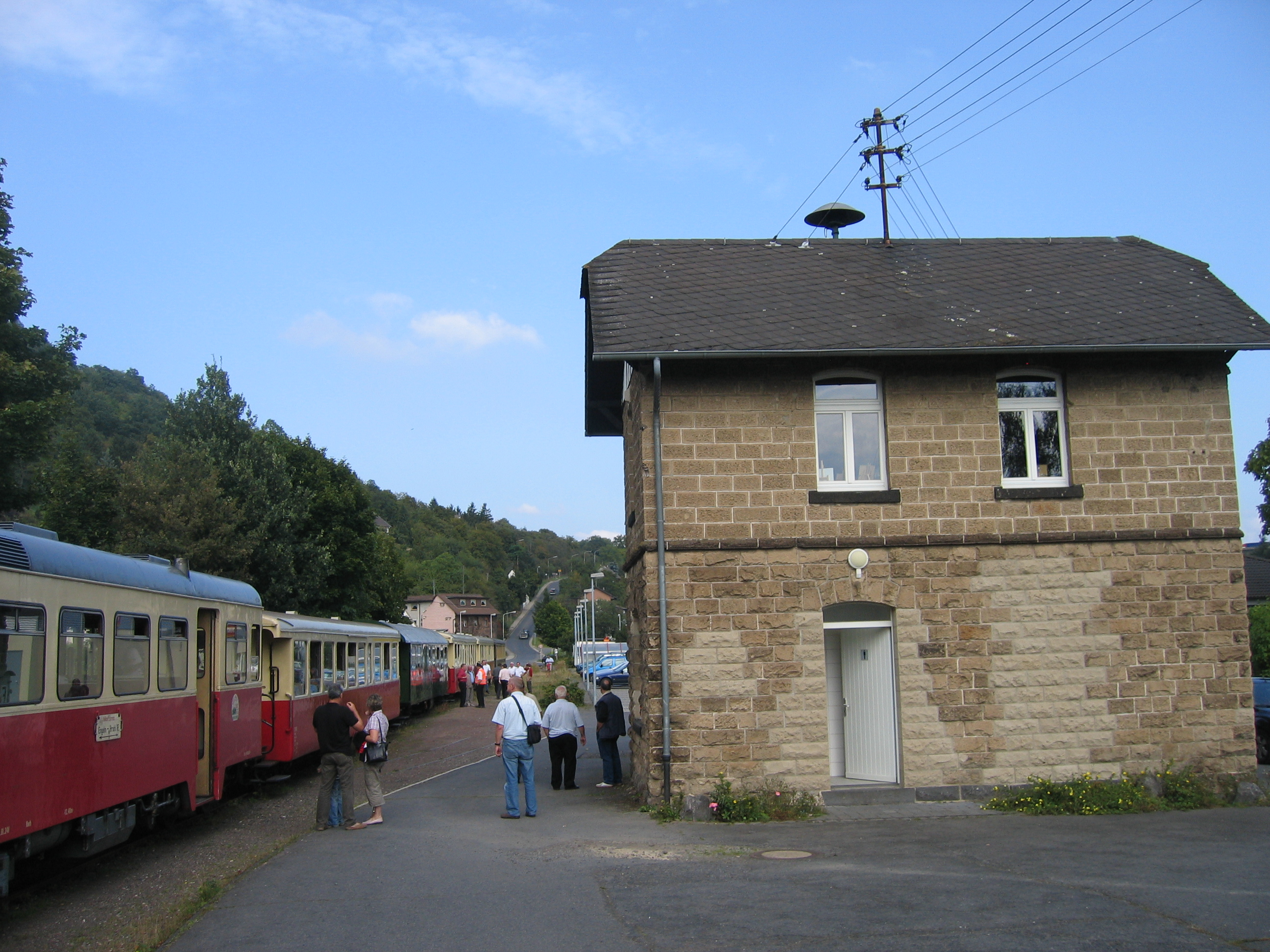
Vulkan-Expreß im Bahnhof Niederzissen
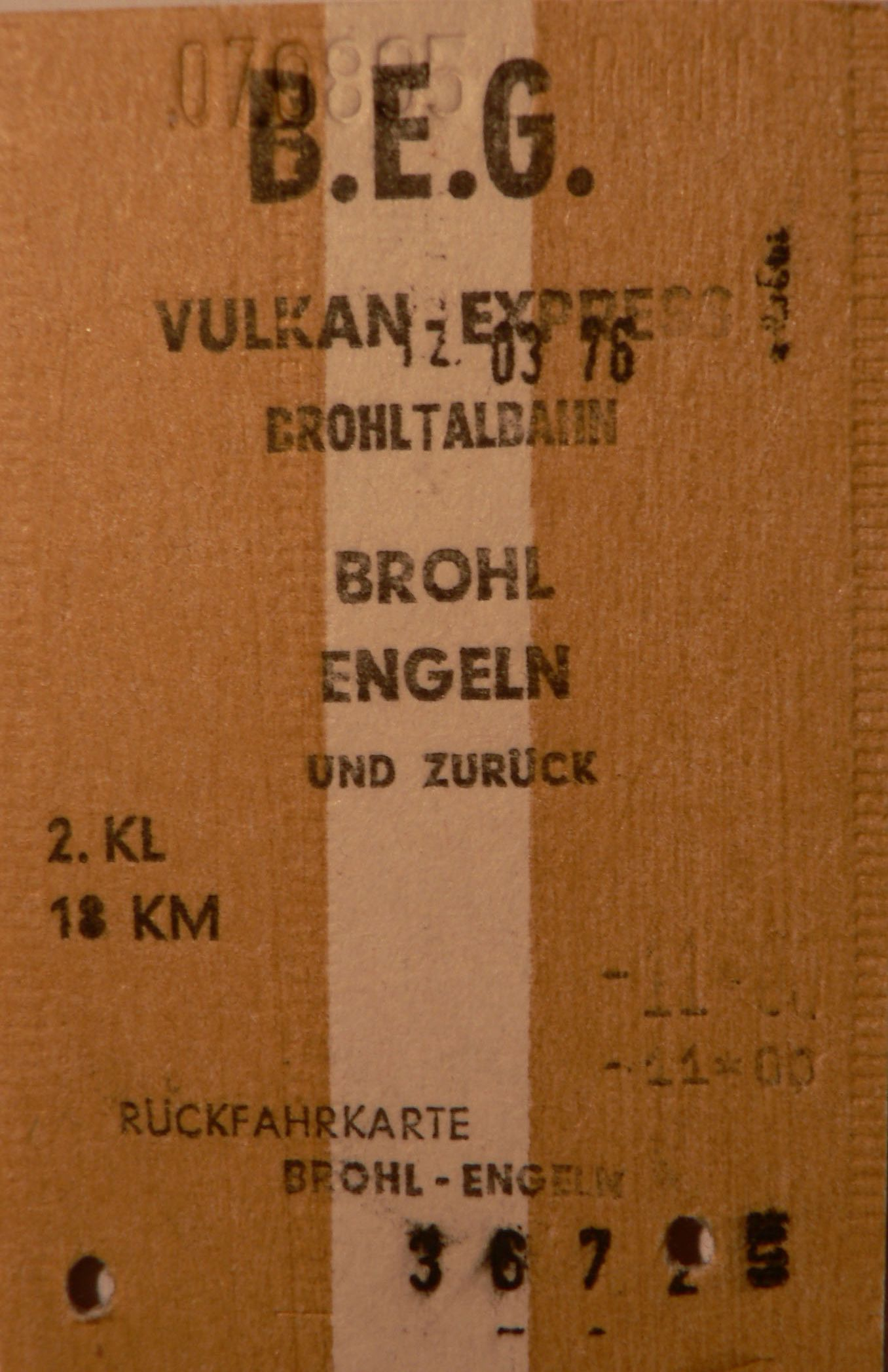
Edmondsonsche Fahrkarte des Vulkan-Expreß, entwertet mit Lochzange
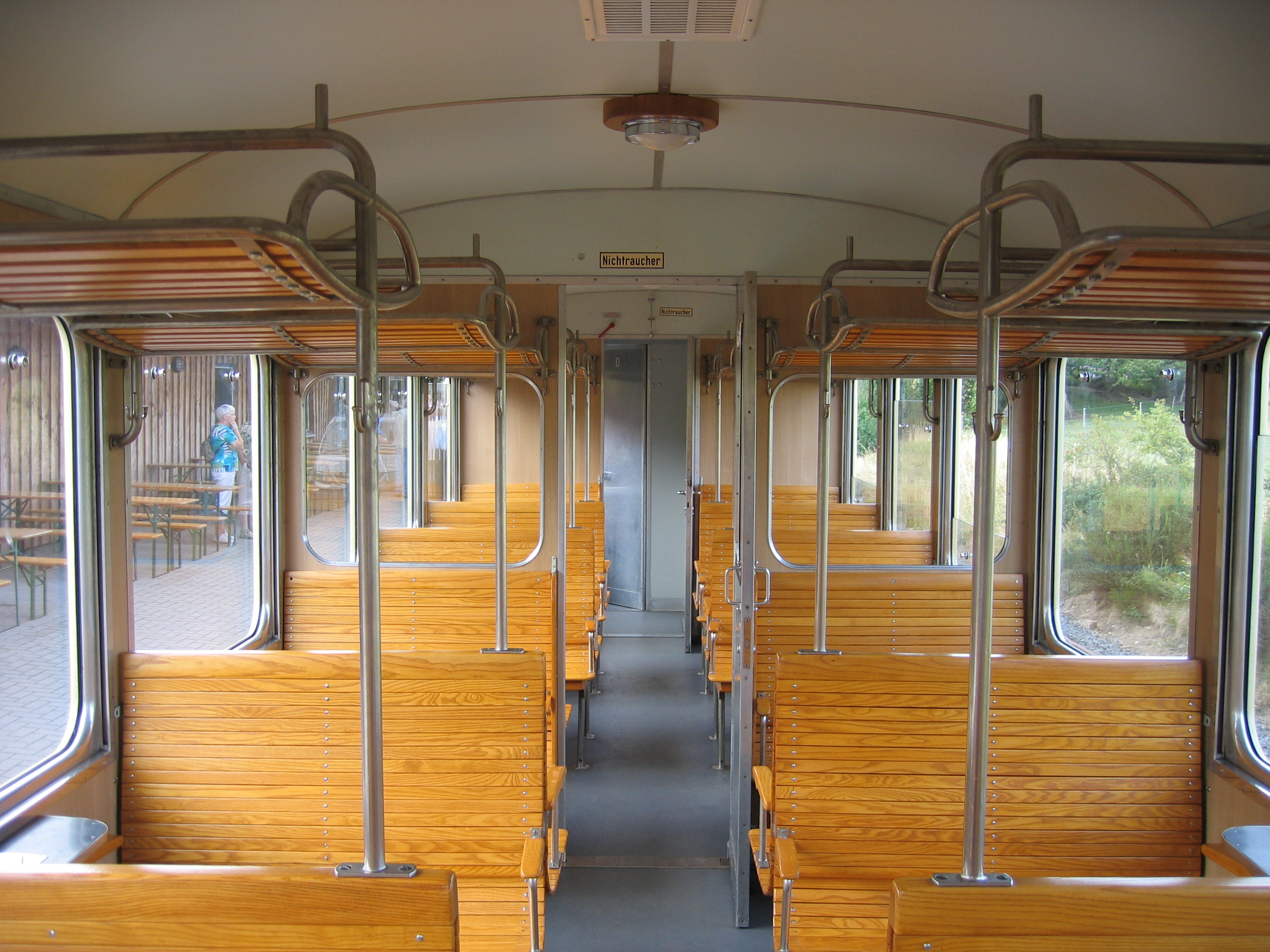
Innenraum eines Personenwagens 2. Klasse

## Streckenbeschreibungen

### Talstrecke
Brohl BE – Engeln – Kempenich

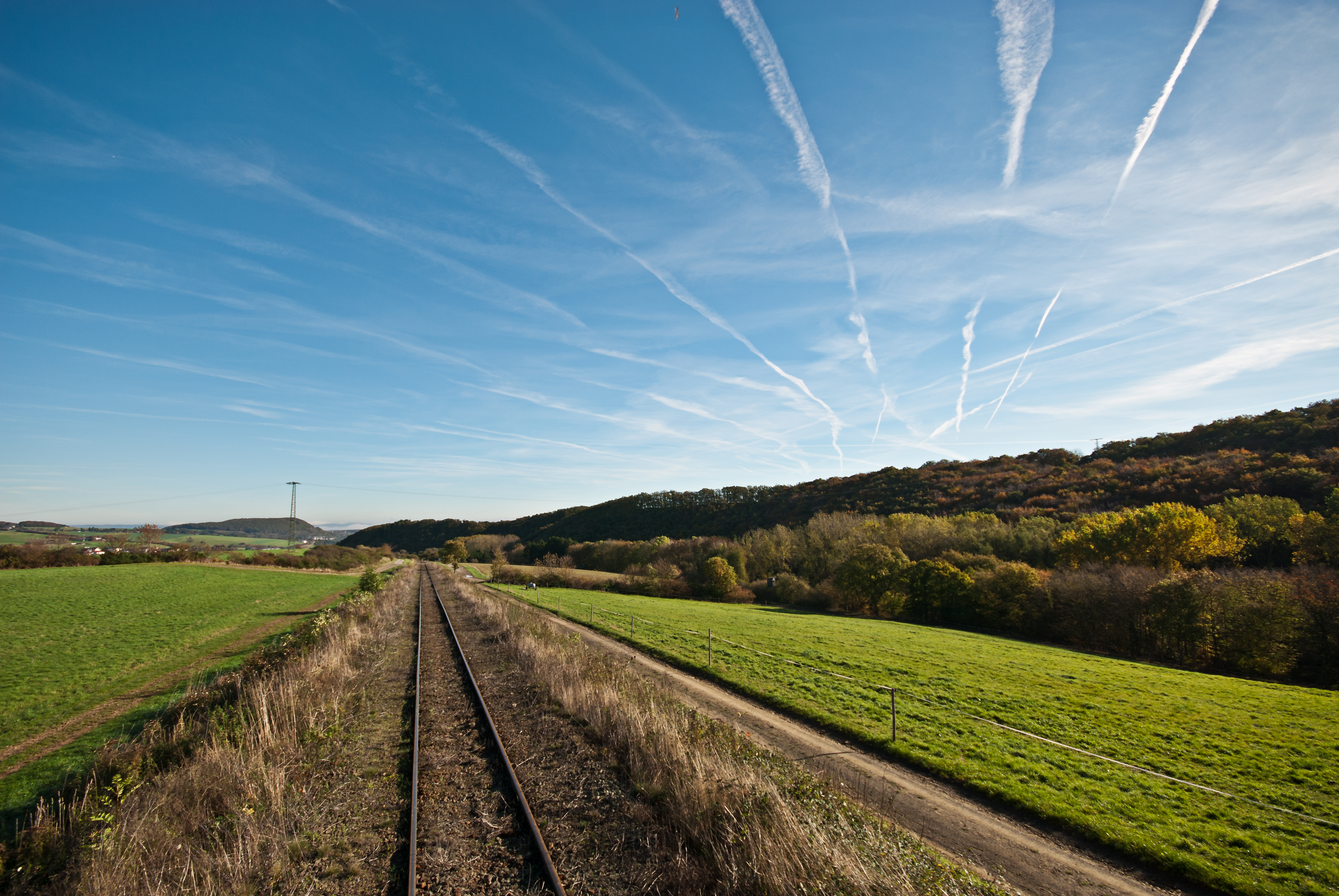
Blick von der Steilstrecke in Richtung unteres Brohltal

Die landschaftlich reizvolle Bahnstrecke hat ihren Ausgangspunkt im verwinkelten Rheinörtchen Brohl. Nach Verlassen des etwas über der Talsohle, am Hang des Dicktberges, gelegenen Kopfbahnhofes Brohl BE passiert sie zuerst die bahneigenen Werkstattanlagen, um dann mit einer scharfen Linkskurve in das Brohltal einzubiegen. Das Gleis führt nun in kurvenreicher Hanglage durch das hier noch enge und felsige Brohltal nach Westen. Hinter dem Haltepunkt Bad Tönisstein wechselt die Strecke auf dem gemauerten Tönissteiner Viadukt (120 Meter Länge) die Talseite, ehe der Tunnel mit einer Länge von 95 Metern durchfahren wird. Nach kurzer Zeit wird Burgbrohl, der größte Ort des Tals, mit seinem in Fachwerk und Bruchstein erbauten Bahnhofsgebäude erreicht.
Der weitere Verlauf führt an Siedlungsrändern entlang und über Freiflächen, mit stetiger Steigung, weiter in Richtung Oberzissen. Dabei weitet sich das anfangs noch enge Tal kontinuierlich auf. Nach Überquerung des Oberzissener Viaduktes (40 Meter Länge) beginnt mit der Steilstrecke eine der steilsten Adhäsionsbahnen in Deutschland, mit 1000 Millimetern Spurweite. Auf diesen letzten 5,5 Kilometern mit einer Steigung von 1 : 20 verlässt die Strecke das Brohltal und erreicht die Höhen der Vulkaneifel. Von hier gibt es einen weiten Blick über die Landschaft, bis hin zur Burg Olbrück.
Die weitere Strecke führte von Engeln wieder bergab nach Weibern, dann teilweise in Hanglage bis nach Kempenich.

### Hafenstrecke
Brohl BE – Brohl Hafen
| Infrastruktur mit Dreischienengleisen im Umladebahnhof |                  |                                   |                                   |
| Streckennummer (DB): | 9302             |                                   |                                   |
| Streckenlänge: | 1,95 km          |                                   |                                   |
| Spurweite: | 1000 und 1435 mm |                                   |                                   |
| |                  |                                   |                                   |
| \| \| \| Linke Rheinstrecke von Remagen \| \| \| \| 1,95 \| Brohl Hafen \| Brohl Hafen \| \| \| 1,80 \| Brohl Rheinanlagen \| Brohl Rheinanlagen \| \| \| \| B 9 \| \| \| \| \| \| \| \| \| \| Bahnbetriebswerk \| \| \| \| \| Brohl Umladebahnhof \| \| \| \| \| Strecke von Engeln (s. o.) \| \| \| \| \| Brohl (DB) \| \| \| \| 0,00 \| Brohl BE \| 66,60 m \| \| \| \| Linke Rheinstrecke nach Andernach \| \| |                  |                                   |                                   |
| Strecke |                  | Linke Rheinstrecke von Remagen    | Linke Rheinstrecke von Remagen    |
| Strecke · Betriebs-/Güterbahnhof Streckenanfang | 1,95             | Brohl Hafen                       | Brohl Hafen                       |
| Strecke · Haltepunkt / Haltestelle | 1,80             | Brohl Rheinanlagen                | Brohl Rheinanlagen                |
| Strecke · Bahnübergang |                  | B 9                               | B 9                               |
| Strecke · Abzweig geradeaus und nach links · Abzweig geradeaus und von rechts |                  |                                   |                                   |
| Betriebs-/Güterbahnhof Streckenanfang · Strecke · Strecke · Strecke |                  | Bahnbetriebswerk                  | Bahnbetriebswerk                  |
| Strecke · Strecke · Strecke · Dienststation / Betriebs- oder Güterbahnhof |                  | Brohl Umladebahnhof               | Brohl Umladebahnhof               |
| Abzweig geradeaus, von links und von rechts · Kreuzung geradeaus unten · Strecke nach rechts und von links · Strecke nach rechts |                  | Strecke von Engeln (s. o.)        | Strecke von Engeln (s. o.)        |
| Strecke · Bahnhof · Kopfbahnhof Streckenende |                  | Brohl (DB)                        | Brohl (DB)                        |
| Kopfbahnhof Streckenende · Strecke | 0,00             | Brohl BE                          | 66,60 m                           |
| Strecke |                  | Linke Rheinstrecke nach Andernach | Linke Rheinstrecke nach Andernach |

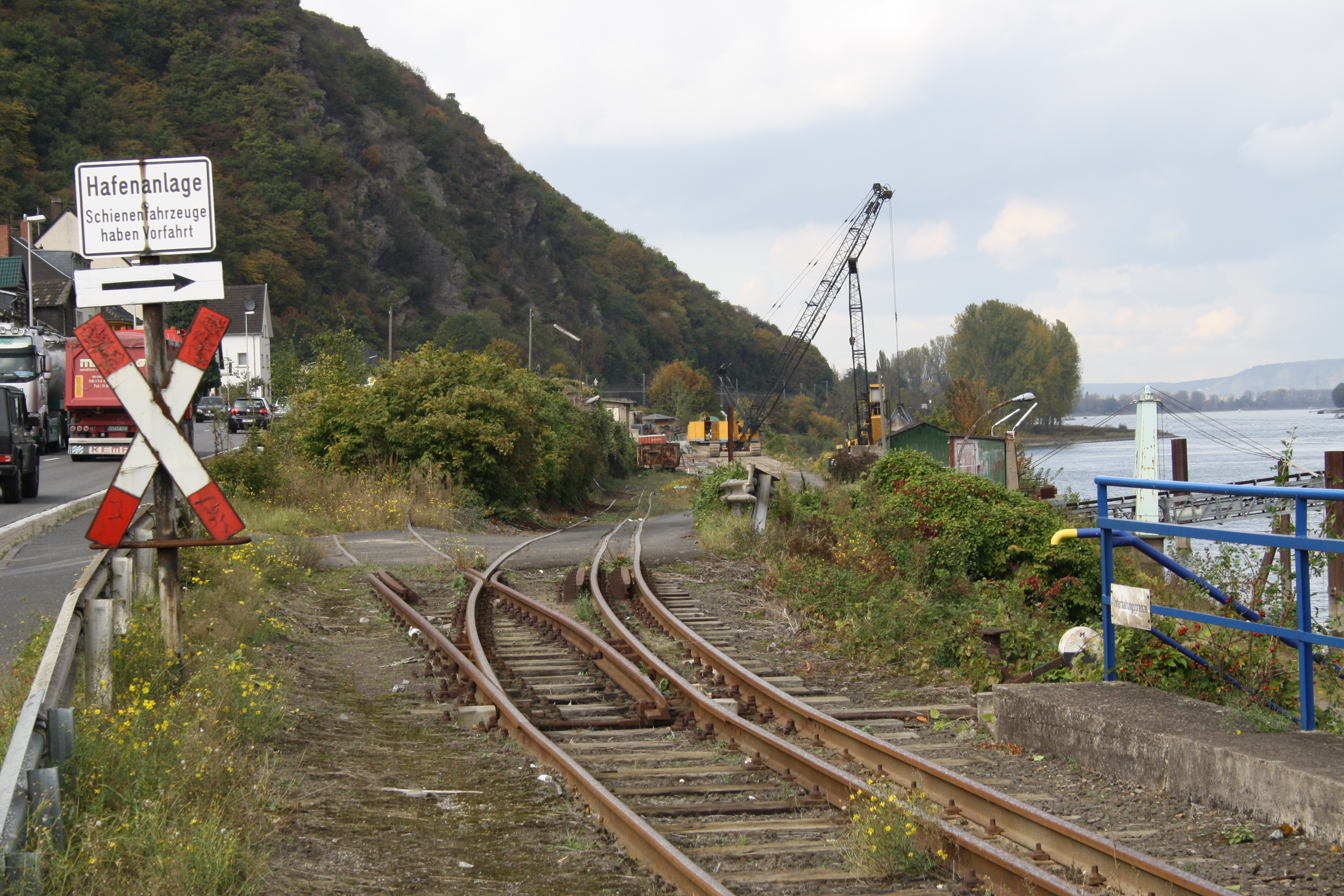
Stillgelegte Umladeanlagen Brohl Hafen, 2011

Auf der gerade einmal 1,95 Kilometer langen Strecke vom Bahnhof Brohl BE zum Rheinhafen muss sowohl die Linke Rheinstrecke der Deutschen Bahn als auch die Bundesstraße 9 überquert werden. Aufgrund der Hanglage und der Nähe zur Ortschaft Brohl ist dies nur mit mehreren Sägefahrten möglich.
Wie auch die Strecke nach Engeln verlässt die Verbindung zum Hafen den Bahnhof Brohl BE in nördlicher Richtung. Auf engstem Raum überquert die Strecke zunächst per Bahnübergang die Bundesstraße 412 sowie auf einer Brücke Bahnhofstraße und DB-Strecke, ehe nach einem Richtungswechsel Brohl Umladebahnhof erreicht wird. Hier können Transportgüter in Normalspurwagen oder auf Straßenfahrzeuge umgeladen werden. Einst ermöglichte hier eine Rollbockanlage bzw. Rollwagengrube den Transport von Normalspurwagen. Am Rande des Umladebahnhofs befindet sich ferner ein fünfständiger Lokschuppen der Brohltalbahn, der allerdings nicht mehr als solcher genutzt wird.
Ab Brohl Umladebahnhof sind die Gleisanlagen dreischienig ausgeführt. Nach einem erneuten Richtungswechsel überqueren die Züge technisch gesichert die Bundesstraße 9. Entlang ihres Randes erreichen die Züge zunächst den Haltepunkt Brohl Rheinanlagen und anschließend den Brohler Rheinhafen.
Seit der Sommersaison 2018 wird die Hafenbahn mit dem Haltepunkt Rheinanlagen im Sommer regelmäßig von planmäßigen Personenzügen befahren, zunächst dienstags, 2023 donnerstags. Es besteht die Möglichkeit, in Form eines Kombi-Tickets mit dem Fahrgastschiff „MS Beethoven“ z. B. von Bonn aus zur Brohltalbahn anzureisen.
Auch Gruppen, die mit einem Fahrgastschiff nach Brohl anreisen, können nach vorheriger Anmeldung am Haltepunkt Rheinanlagen direkt auf die Brohltalbahn umsteigen.

## Aktueller Fahrzeugbestand (Triebfahrzeuge)
| Nr. | Bauart           | Hersteller, Baujahr/Fabriknr. | bei BEG seit     | Eigentümer heute | Anmerkung                                                |
| Dampflokomotiven | Dampflokomotiven | Dampflokomotiven              | Dampflokomotiven | Dampflokomotiven | Dampflokomotiven                                         |
| --- | ---------------- | ----------------------------- | ---------------- | ---------------- | -------------------------------------------------------- |
| 11sm | B’B n4vt         | Humboldt, 1906/348            | 1906             | IBS              | betriebsfähig, Typ M.105                                 |
| E 168 | B’B n4vt         | Henschel, 1908/8915           | 2008             | IBS              | ehemals CP, abgestellt                                   |
| Triebwagen |                  |                               |                  |                  |                                                          |
| VT 30 | Bo’Bo’           | Fuchs, 1956/9053              | 1989             | IBS              | ehem. WEG T30, wartet auf HU                             |
| Diesellokomotiven |                  |                               |                  |                  |                                                          |
| D 1 | C                | O & K, 1965/26528             | 1965             | IBS              | betriebsfähig                                            |
| D 2 | C                | O & K, 1965/26529             | 1965             | BEG              | betriebsfähig                                            |
| D 3 | C                | O & K, 1966/26623             | 1967             | BEG              | abgestellt                                               |
| D 4 | B’B’             | MaK, 1959/400029              | 1971/2023        | IBS              | ehem. RhB Gm 4/4 241                                     |
| D 5 | B’B’             | Henschel, 1966/31004          | 1998             | GmbH             | ehem. FEVE 1405, eine Henschel DH 1200 BB, betriebsfähig |
| Arbeitsfahrzeug |                  |                               |                  |                  |                                                          |
| SKL 53 | B                | Robel, 1977/54.13-6-AA257     | 2000             | IBS              | ehemals DB Klv 53-0592                                   |
| Normalspurfahrzeuge |                  |                               |                  |                  |                                                          |
| D 8 | B                | Jung, 1972/14128              | 2005             | GmbH             | ehemals Zementwerk Bonn Jung RK 8 B                      |
| V 65 Inge | D                | MaK, 1958/600139              | 2008             | GmbH             | ehemals TWE V 65 (MaK 600 D)                             |
| 295 049 | B’B’             | Jung, 1975/14213              | 2013             | GmbH             | ehemals DB 295 049                                       |
| 360 573 | C                | Krupp, 1960/3969              | 2005             | GmbH             | ehemals DB 360 573                                       |

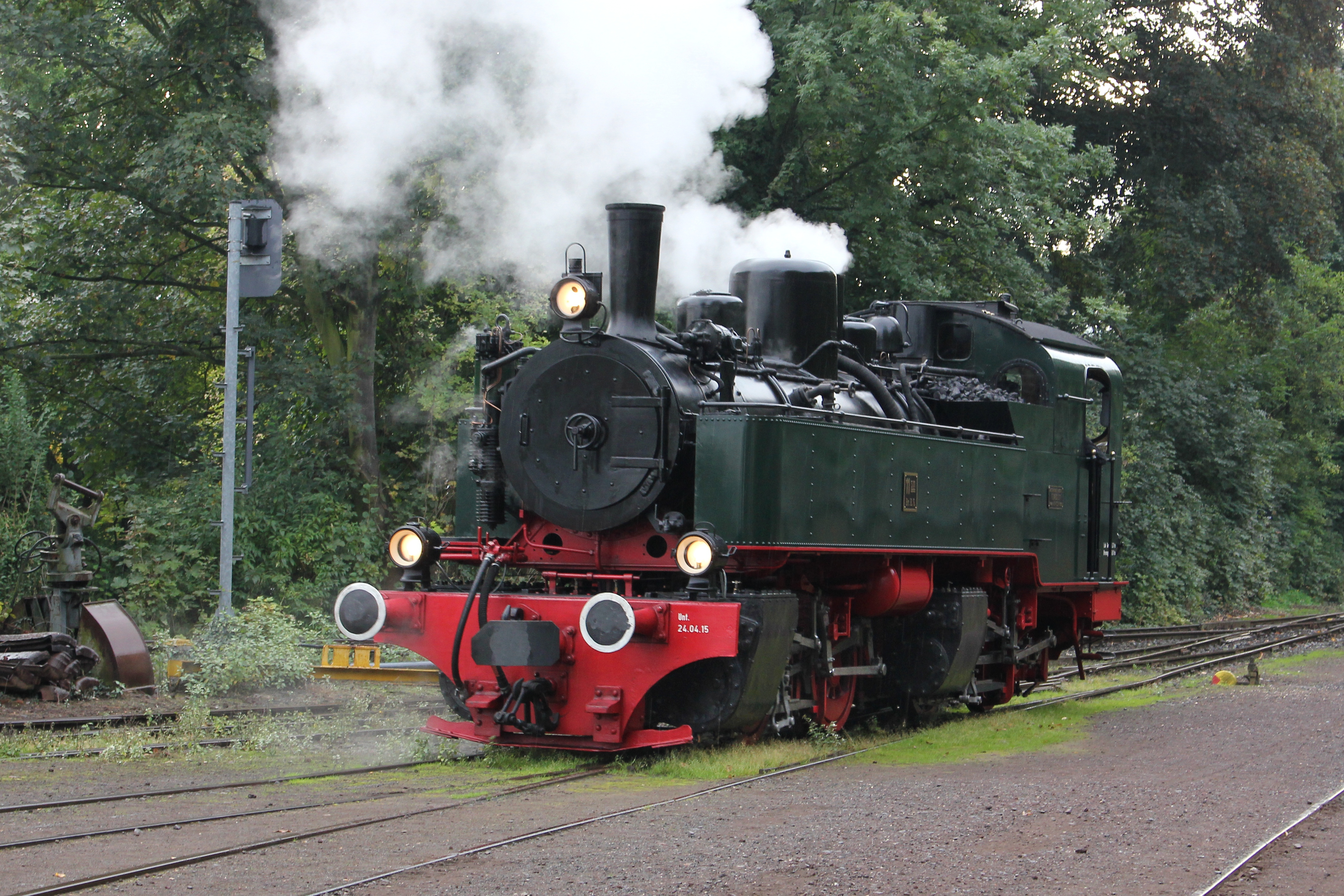
Mallet-Lokomotive 11sm, Baujahr 1906

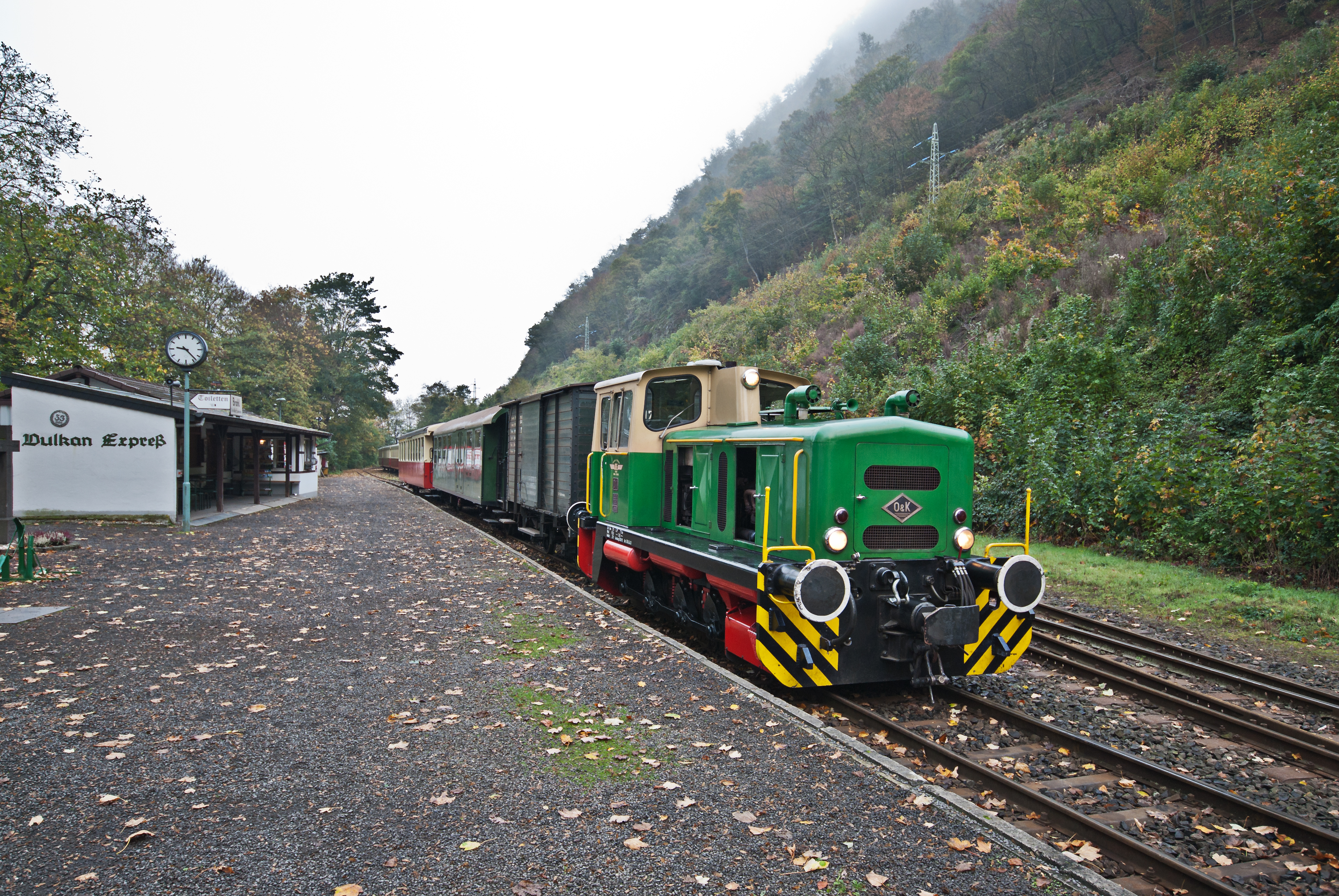
Vulkan-Expreß mit Diesellok D1 abfahrbereit in Brohl BE

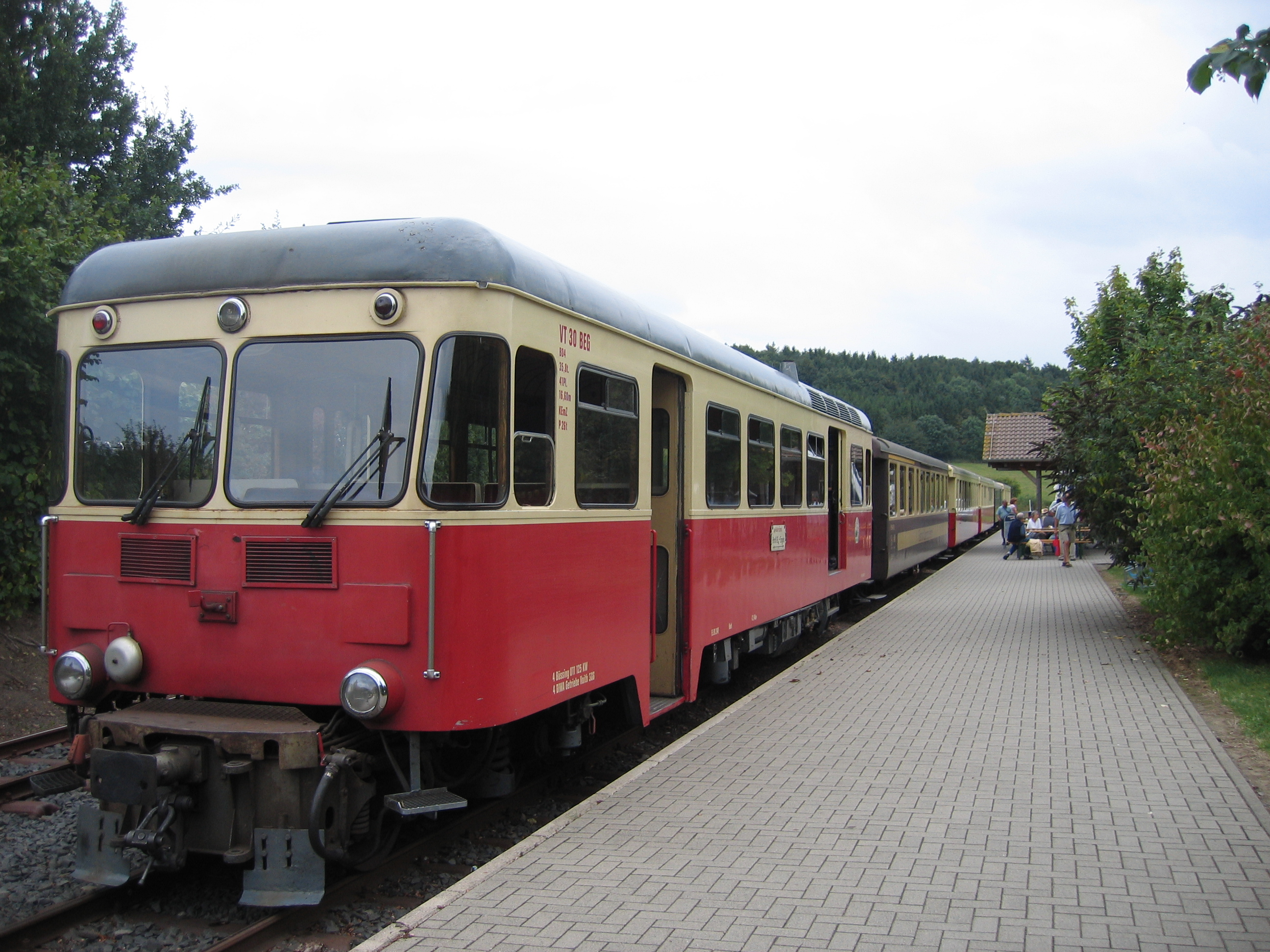
Der Vulkan-Expreß mit Triebwagen VT 30 im Bahnhof Engeln (2008)

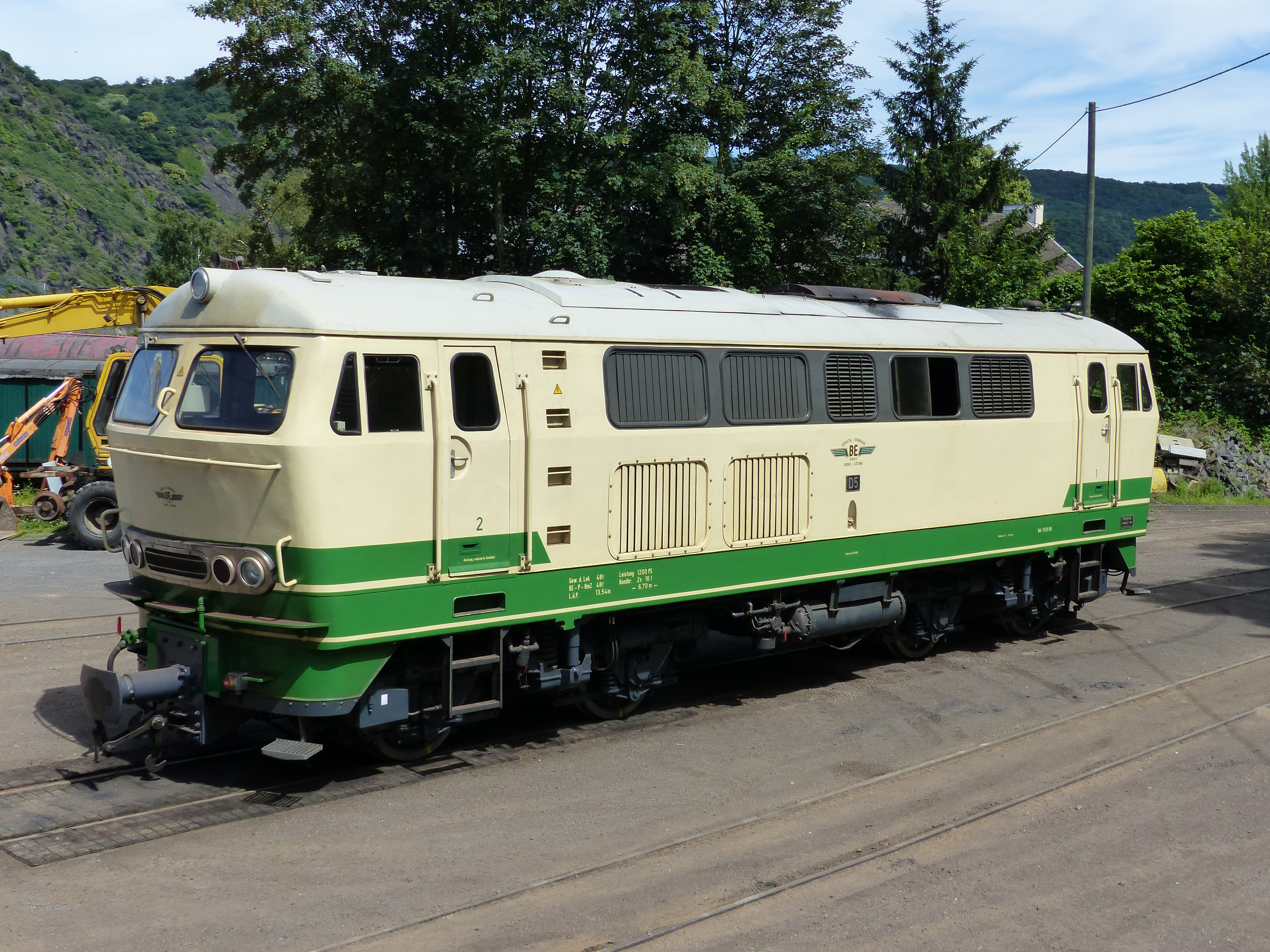
D 5 (ehem. Sierra Menera 1005 und FEVE 1405) in Brohl

| - BEG = Brohltal-Eisenbahn-Gesellschaft - IBS = Interessengemeinschaft Brohltal-Schmalspureisenbahn e. V. - GmbH = Brohltal-Schmalspureisenbahn Betriebs-GmbH |                  |                               |                  |                  |                                                          |

## Ehemalige Triebfahrzeuge

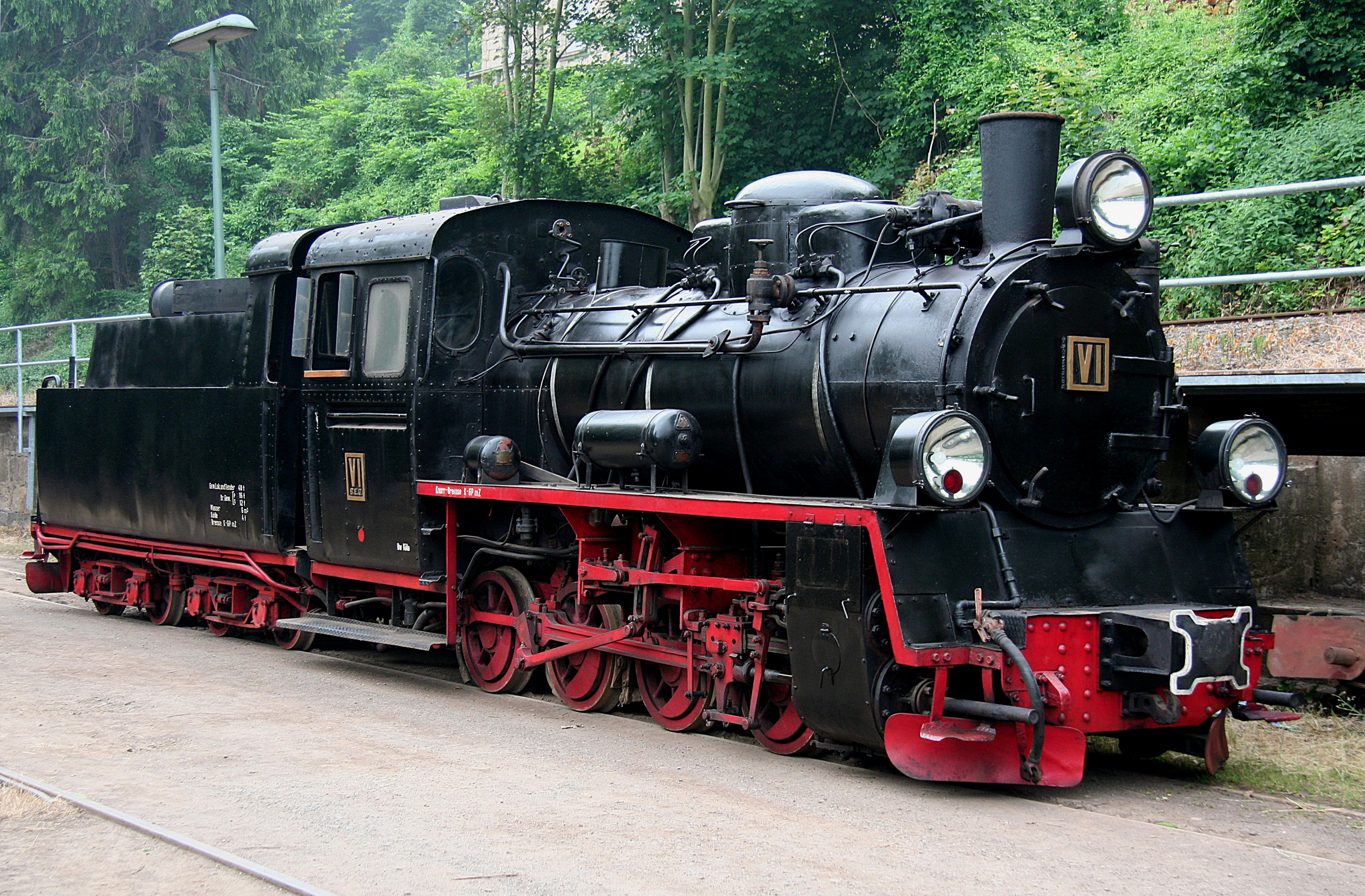
Dampflok VI vor der Werkstatt im Bahnhof Brohl BE (2007)

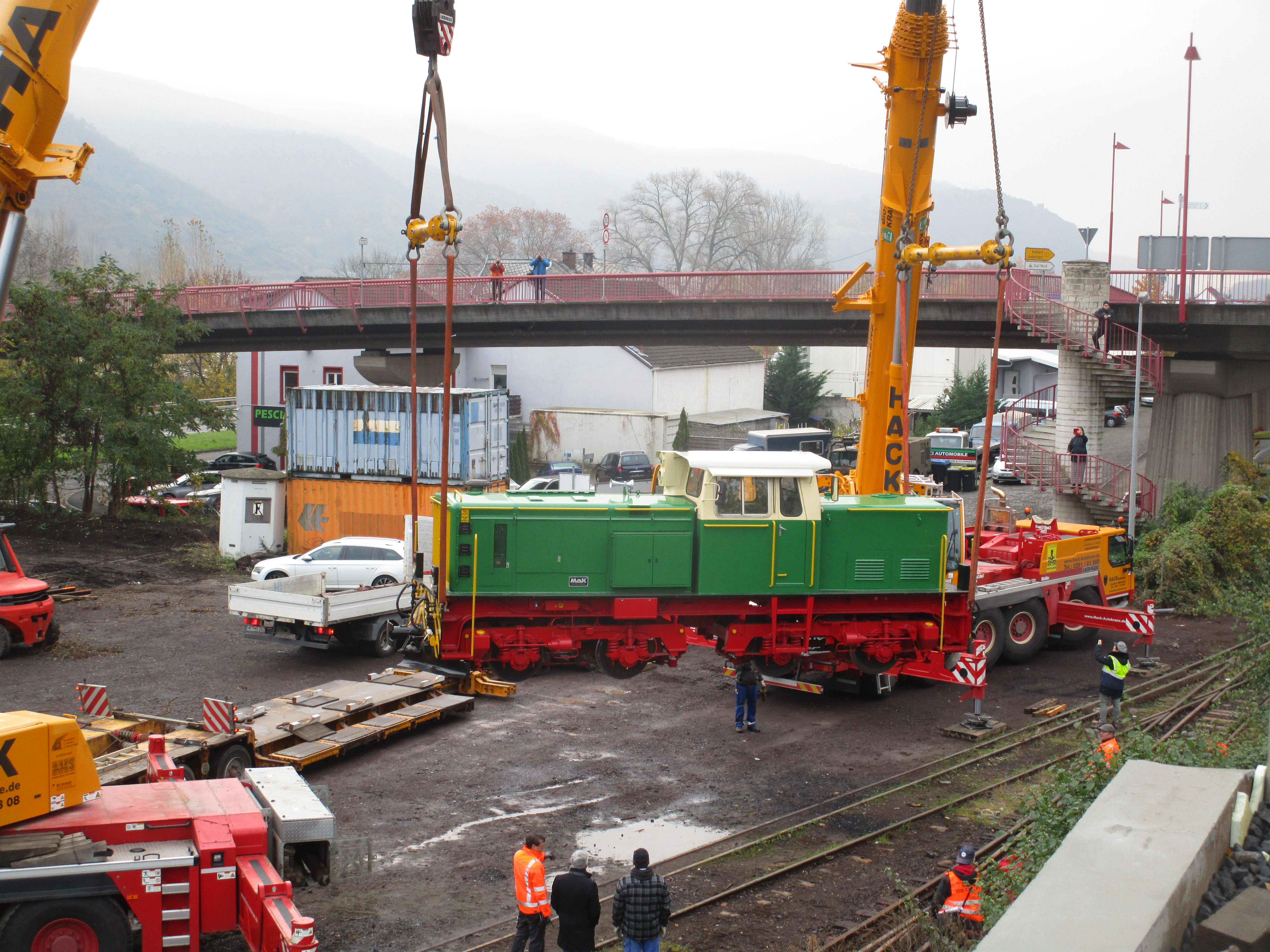
Rückkehr der Diesellok D4 am 17. November 2023 nach 36 Jahren in der Schweiz

| Nr.                       | Bauart                  | Hersteller, Baujahr/Fabriknr. | bei BEG seit            | Verbleib                |                                                                                            |
| Zahnraddampflokomotiven   | Zahnraddampflokomotiven | Zahnraddampflokomotiven       | Zahnraddampflokomotiven | Zahnraddampflokomotiven | Zahnraddampflokomotiven                                                                    |
| ------------------------- | ----------------------- | ----------------------------- | ----------------------- | ----------------------- | ------------------------------------------------------------------------------------------ |
| 1z                        | Cb1’ n4t                | Esslingen, 1900/3025          | 1900                    | +1931                   |                                                                                            |
| 2z                        | Cb1’ n4t                | Esslingen, 1900/3026          | 1900                    | +1928                   |                                                                                            |
| 3z                        | Ba n2t                  | Winterthur, 1898/1217         | 1900                    | +1922                   |                                                                                            |
| 4z                        | Ba n2t                  | Winterthur, 1898/1218         | 1900                    | +1922                   |                                                                                            |
| 5z                        | Cb1’ n4t                | Esslingen, 1913/3682          | 1913                    | +1934                   |                                                                                            |
| Adhäsionsdampflokomotiven |                         |                               |                         |                         |                                                                                            |
| 10sm                      | B’B n4vt                | Humboldt, 1904/236            | 1905                    | +1934                   |                                                                                            |
| 12sm                      | B’B n4vt                | Humboldt, 1920/1474           | 1920                    | +1964                   |                                                                                            |
| I                         | E h2t                   | Krauss, 1930/8488             | 1930                    | +1965                   |                                                                                            |
| II                        | C’C h4vt                | Hanomag, 1928/10570           | 1934                    | +1957                   | früher Albtalbahn                                                                          |
| III                       | E h2t                   | Jung, 1951/11502              | 1957                    | +1966                   | früher Nassauische Kleinbahn 15 (2. Besetzung)                                             |
| IV                        | D h2t                   | Krauss, 1927/8399             | 1940                    | +1965                   | früher Staatliche Waldbahn Ruhpolding–Reit im Winkl                                        |
| V                         | D h2                    | Chrzanów, 1951/2135           | 1990                    | 2008 an Malowa          | PKP-Baureihe Px48                                                                          |
| VI                        | D h2                    | Chrzanów, 1952/2248           | 1990                    | 2008 an Malowa          | PKP-Baureihe Px48                                                                          |
| G 3                       | 1’C n2                  | Krauss, 1914/6978             | 1924                    | +1957                   |                                                                                            |
| G 4                       | 1’C n2                  | Krauss, 1914/6979             | 1924                    | 1937                    | an Kerkerbachbahn                                                                          |
| Diesellokomotiven         |                         |                               |                         |                         |                                                                                            |
| D 4                       | B’B’                    | MaK, 1958/401029              | 1971                    | 1987                    | verkauft an RhB als Gm 4/4 241                                                             |
| 220 015                   | B’B’                    | MaK, 1957/2000015             | 2010                    | 2017                    | ehemals DB 220 015, am 17. Juni 2017 verkauft an Museumseisenbahn Hamm e. V. als 220 023-6 |
| 220 053                   | B’B’                    | Krauss-Maffei, 1957/18297     | 2007                    | 2015                    | ehemals DB 220 053, hier als D 9, im Dezember 2015 verkauft an Deutsche Privatbahn GmbH    |
| D 7                       | C                       | LKM, 1967/250349              | 1992                    | 2020                    | früher Helbra, LKM V 10 C, 2020 abgegeben an Selfkantbahn                                  |
| Triebwagen                |                         |                               |                         |                         |                                                                                            |
| 50                        |                         | DWK, 1925/86                  | 1925                    | 1937                    | Umbau in VB 50                                                                             |
| 51                        |                         | DWK, 1927/120                 | 1935                    | +1964                   | früher KBE                                                                                 |
| 52                        |                         | DWK, 1927/121                 | 1937                    | +1962                   | früher KBE                                                                                 |

## Sonstiges
Für den Fahrbetrieb standen in den Anfangsjahren der Bahn zunächst vier, später fünf Zahnradlokomotiven zur Verfügung, die auch auf der Reibungsstrecke eingesetzt werden konnten. Für die Talstrecke wurden ab 1904 zudem reine Adhäsionsmaschinen angeschafft. Diese Lokomotiven mit den Bezeichnungen 10sm, 11sm und 12sm (sm = schwere Mallet) standen noch bis 1964 (12sm) und letztmalig im Januar 1966 (11sm) im Einsatz. Während die Lokomotiven 10sm und 12sm anschließend verschrottet wurden, gelangte die 11sm im Jahre 1968 zur DGEG, die diese letzte originale Brohltalbahndampflok ab 1977 in ihrem Schmalspurmuseum in Viernheim ausstellte. Als es mit dem technischen Fortschritt möglich wurde, auf Steilstrecken wie im Brohltal schwere Adhäsionslokomotiven einzusetzen, beschaffte die Brohltalbahn ab 1930 mit der bei Krauss in München gebauten Lokomotive I erstmals eine solche Maschine.

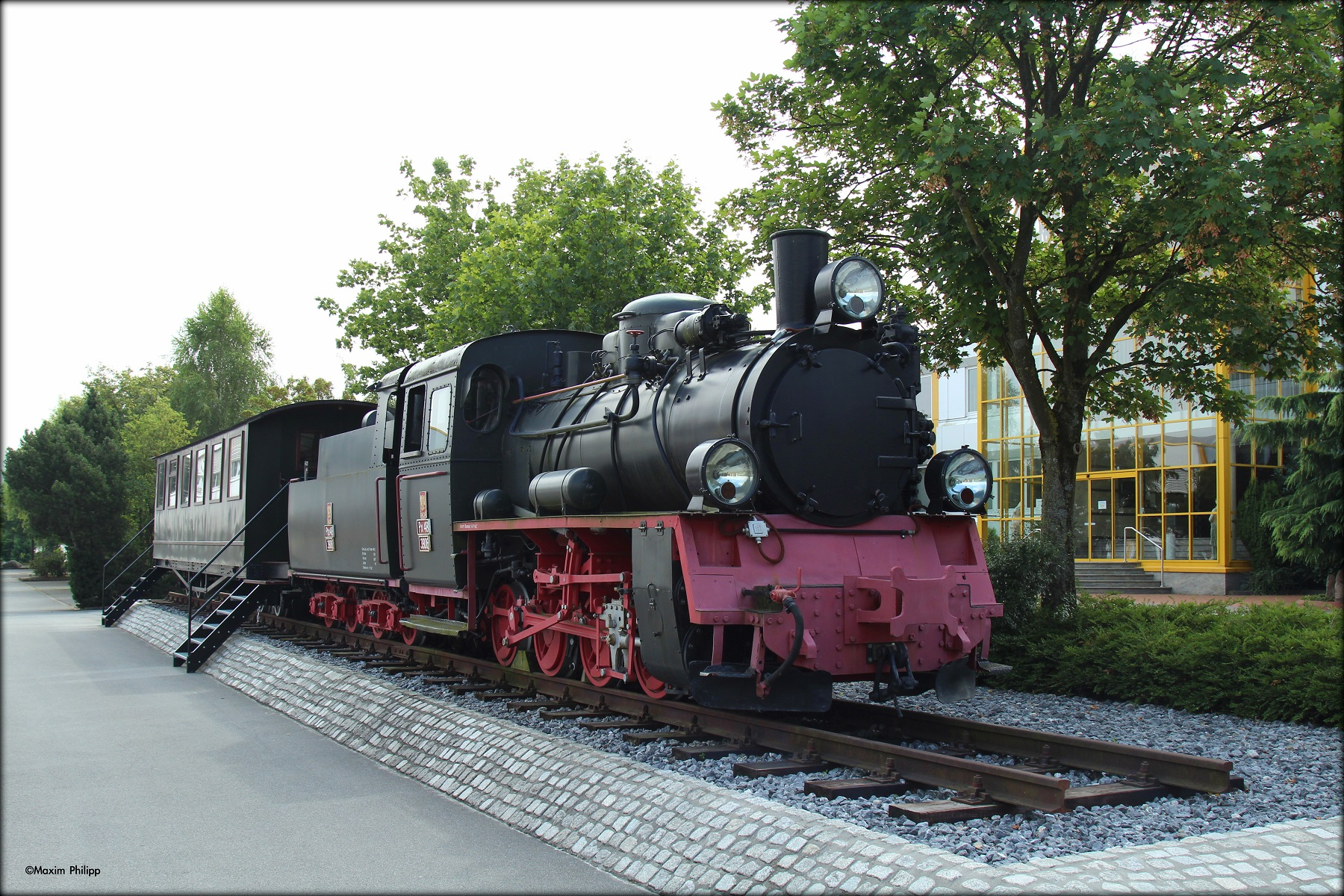
Ehemalige Brohltalbahn Lok V, im Juli 2016 in Melle

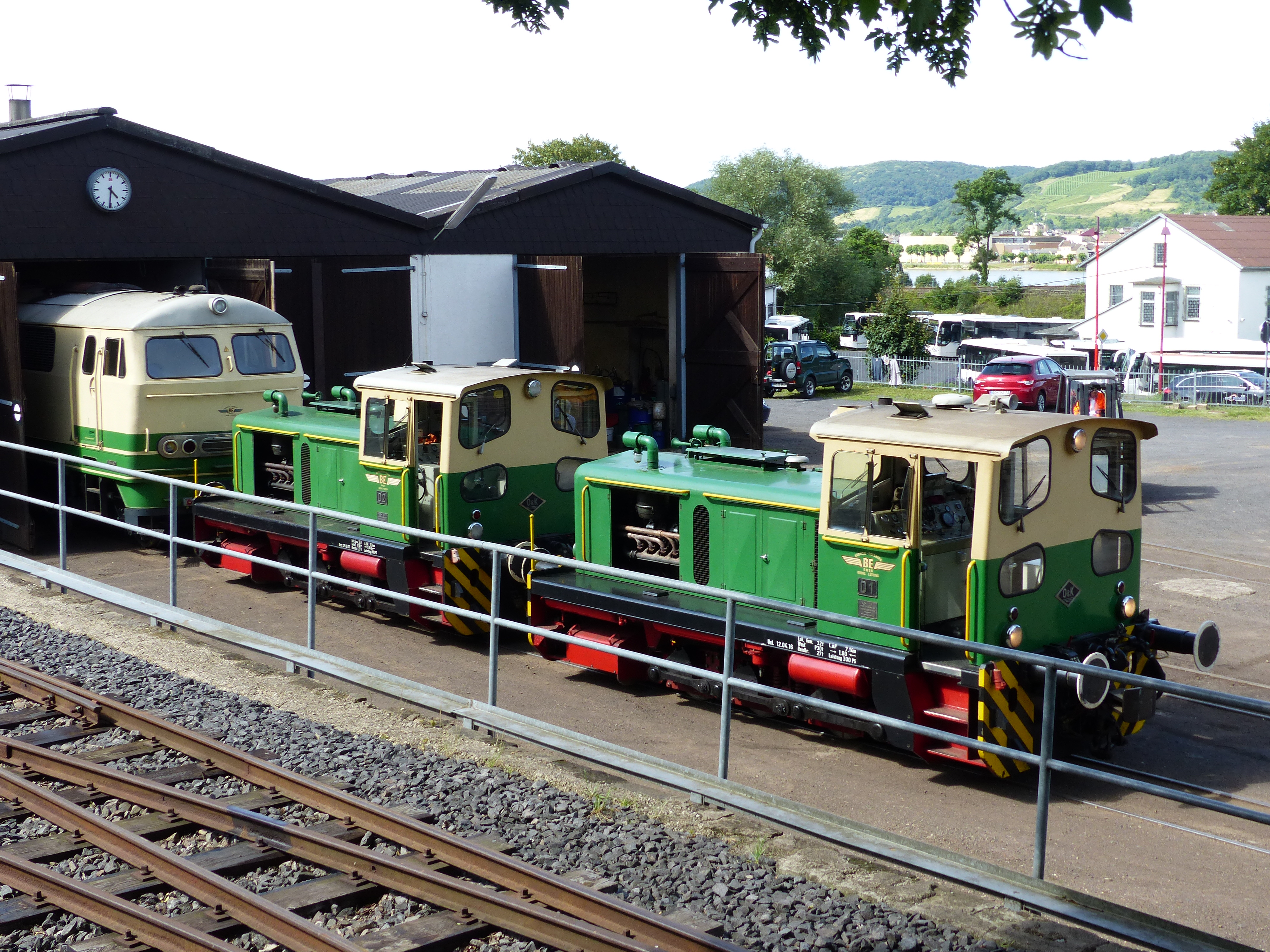
Dieselloks D 1, D 2 und D 5 vor dem Lokschuppen

Für den Personenverkehr wurde 1925 erstmals ein ursprünglich benzolbetriebener Triebwagen angeschafft, der die Steilstrecke befahren konnte.
Als besondere Attraktion im touristischen Verkehr wurden im Jahre 1990 zwei schmalspurige Schlepptender-Dampflokomotiven der PKP-Baureihe Px48 erworben (Loks V und VI). Deren Einsatzfähigkeit war jedoch wegen der nicht vorhandenen Zulassung für die Steilstrecke auf den unteren Abschnitt der Strecke bis einschließlich des Bahnhofs Oberzissen begrenzt.
Nachdem die Dampfloks V (Fristablauf) und VI (Fristablauf) nicht mehr einsatzfähig waren, wurde beschlossen, stattdessen die originale Dampflok 11sm (Malletlok), die rund zehn Jahre zuvor von der DGEG zurück erworben worden war, wieder betriebsfähig herzurichten. Dank der höheren Zugkraft kann mit dieser Maschine der Dampfbetrieb deutlich unkomplizierter gestaltet werden. Zur Preisminderung der Aufarbeitung der Lokomotive 11sm wurden die beiden Brohltalbahn-Lokomotiven V und VI im Jahr 2008 an die Lokwerkstatt MaLoWa veräußert bzw. mit dem Auftragswert verrechnet. Zusätzlich wurde eine konstruktiv der 11sm ähnliche Mallet-Dampflok aus Portugal (E 168) erworben. Sie ist zwar äußerlich in einem schlechten Zustand, technisch war sie damals jedoch besser erhalten als die zu dieser Zeit noch nicht wieder betriebsfähige 11sm.
Der heute nicht mehr als solcher genutzte Lokomotivschuppen sowie die heute auch als Lokschuppen genutzte Werkstatt befinden sich in Brohl. Ein weiterer Lokschuppen stand zudem am ursprünglichen Streckenende in Kempenich.

## Film
- SWR: Eisenbahn-Romantik – Die Brohltalbahn (Folge 428)